# Turecko
Turecko (turecky Türkiye), plným názvem Turecká republika (turecky Türkiye Cumhuriyeti), je transkontinentální stát ležící převážně v Anatolii v západní Asii, s menší částí zvanou Východní Thrákie v jihovýchodní Evropě. Na severu sousedí s Černým mořem, na východě s Gruzií, Arménií, Ázerbájdžánem a Íránem, na jihu s Irákem, Sýrií a Středozemním mořem (a Kyprem) a na západě s Egejským mořem, Řeckem a Bulharskem. Na ploše asi 784 000 km² žije 86 milionů lidí; Ankara je hlavním a druhým největším městem Turecka; Istanbul je jeho největším městem, hospodářským a finančním centrem. Mezi další velká města patří İzmir, Bursa, Antalya, Konya a Adana. Většinu obyvatel tvoří Turci, největší etnickou menšinou jsou Kurdové, úředním jazykem je turečtina. Turecko je oficiálně sekulární stát, ale většinu obyvatelstva tvoří muslimové.
Lidské osídlení začalo na území Turecka nejpozději v pozdním paleolitu, nacházejí se zde významná neolitická naleziště jako Göbekli Tepe a některé z raných zemědělských oblastí. Žila zde řada starověkých národů; Chattijci byli asimilováni příchozími anatolskými národy. Rostoucí rozmanitost v klasické Anatolii přešla po dobytí Alexandrem Velikým v kulturní helenizaci; helenizace pokračovala i v římské a byzantské éře. V 11. století se do Anatolie začali stěhovat seldžučtí Turci, čímž byl zahájen proces turkizace. Seldžucký Rúmský sultanát vládl Anatolii až do mongolské invaze v roce 1243, kdy se rozpadl na drobná turecká knížectví. Od roku 1299 Osmané knížectví sjednotili a expandovali; sultán Mehmed II. dobyl Konstantinopol v roce 1453. Za vlády Selima I. a Sulejmana Nádherného se Osmanská říše stala světovou velmocí.
Od konce 18. století moc a území říše upadaly; byly také provedeny reformy. V 19. a na počátku 20. století vedlo pronásledování muslimů během osmanského úpadku a v Ruské říši k rozsáhlým ztrátám na životech a masové migraci do dnešního Turecka z Balkánu, Kavkazu a Krymu. Druhá ústavní éra skončila státním převratem v roce 1913. Pod vládou Tří pašů vstoupila Osmanská říše v roce 1914 do první světové války. Během války se osmanská vláda dopustila genocidy na domácích arménských, řeckých a asyrských občanech. Po porážce byla Osmanská říše rozdělena. Turecká válka za nezávislost vyústila ve zrušení sultanátu v roce 1922 a podepsání Lausannské smlouvy v roce 1923. Republika byla vyhlášena 29. října 1923 po vzoru reforem, které inicioval první prezident země Mustafa Kemal Atatürk.
Turecko je unitární prezidentskou republikou, hlavou státu je prezident, zákonodárnou moc má jednokomorové národní shromáždění. Jedná se o zemí s vyššími středními příjmy a rozvíjející se ekonomikou; jeho ekonomika je 17. nebo 11. největší na světě. Turecko je zakládajícím členem OECD, G20 a Organizace turkických států. Díky své geopoliticky významné poloze je Turecko regionální mocností a raným členem NATO. Turecko je kandidátem na členství v Evropské unii, je součástí celní unie EU, Rady Evropy, Organizace islámské spolupráce a Mezinárodní organizace turkické kultury. V Turecku se rozkládají pobřežní nížiny, vysoká centrální náhorní plošina a různá horská pásma; podnebí je mírné s drsnějšími podmínkami ve vnitrozemí. V Turecku se nacházejí tři ohniska biologické rozmanitosti, je náchylné k častým zemětřesením a je velmi zranitelné vůči změně klimatu. Turecko má všeobecnou zdravotní péči, rostoucí dostupnost vzdělání a rostoucí inovativnost; dále 21 památek světového dědictví UNESCO, 30 zápisů na seznamu kulturního dědictví UNESCO a bohatou a rozmanitou kuchyni. Turecko je předním vývozcem televizního obsahu a je čtvrtou nejnavštěvovanější zemí na světě.

## Název
Název Turecko se v západních pramenech objevuje po konci 11. století a označuje Seldžuky ovládaná území v Anatolii a na Blízkém východě. Evropští spisovatelé začali používat název Turchia pro Anatolskou náhorní plošinu koncem 12. století. České pojmenování Turecko znamená "země Turků". Název Turecko byl použit v textech mnoha mezinárodních smluv k vymezení Osmanské říše.
V byzantských pramenech se název Tourkia (řecky Τουρκία) používal pro vymezení dvou středověkých států: Uhry(západní Tourkia) a Chazarsko(východní Tourkia).
Alexandropolskou smlouvou se název Türkiye poprvé dostal do mezinárodních dokumentů. Ve smlouvě podepsané s Afghánistánem v roce 1921 byl použit výraz Devlet-i Âliyye-i Türkiyye ("Vznešený turecký stát"), připodobněný k názvu Osmanské říše.

## Dějiny

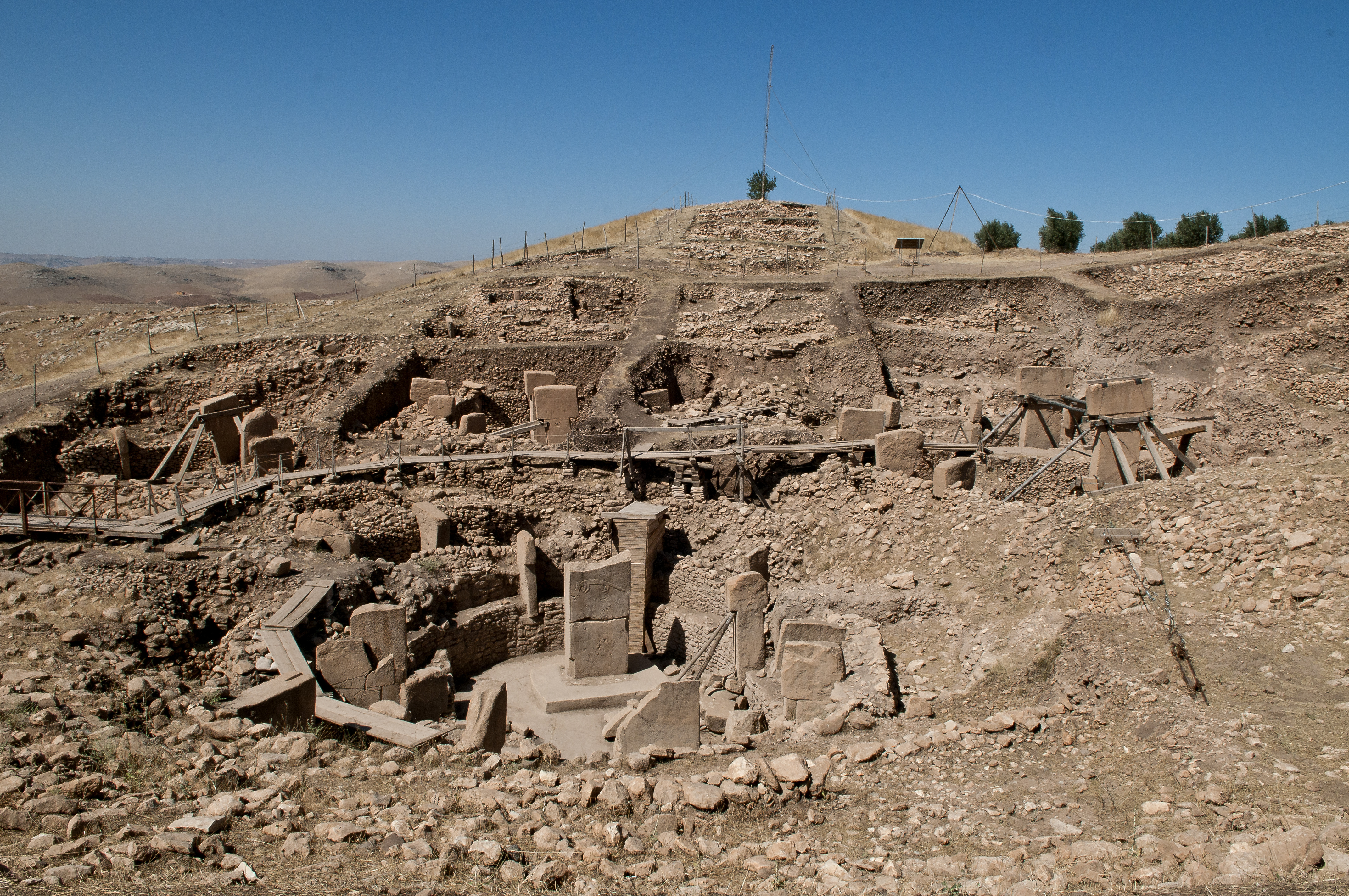
Göbekli Tepe

Turecké území patří k nejstarším trvale obydleným oblastem na planetě. První sídla vznikla již v neolitu. V Göbekli Tepe lze spatřit nejstarší známou umělou stavbu na světě, chrám postavený kolem roku 9600 př. n. l. Çatal Hüyük je dokonce často nazýváno prvním městem historie, objeveno bylo senzačně až roku 1958. Socha zvaná Muž z Urfy, nalezená nedaleko města Urfa a stará zhruba 11 tisíc let, je označována za „nejstarší naturalistickou sochu člověka v životní velikosti“.
Zemědělství se po Evropě rozšířilo s neolitickými zemědělci z Anatolie, kteří začali před asi 8000 lety osídlovat Evropu. Potomci anatolských zemědělců vytvořili ve střední Evropě kulturu s lineární keramikou. Prvními známými etniky na území Turecka byli Chattijci a Churrité mluvící kavkazskými jazyky. Žili zde okolo roku 2300 př. n. l. Zhruba za tři století byli pohlceni indoevropskými Chetity.

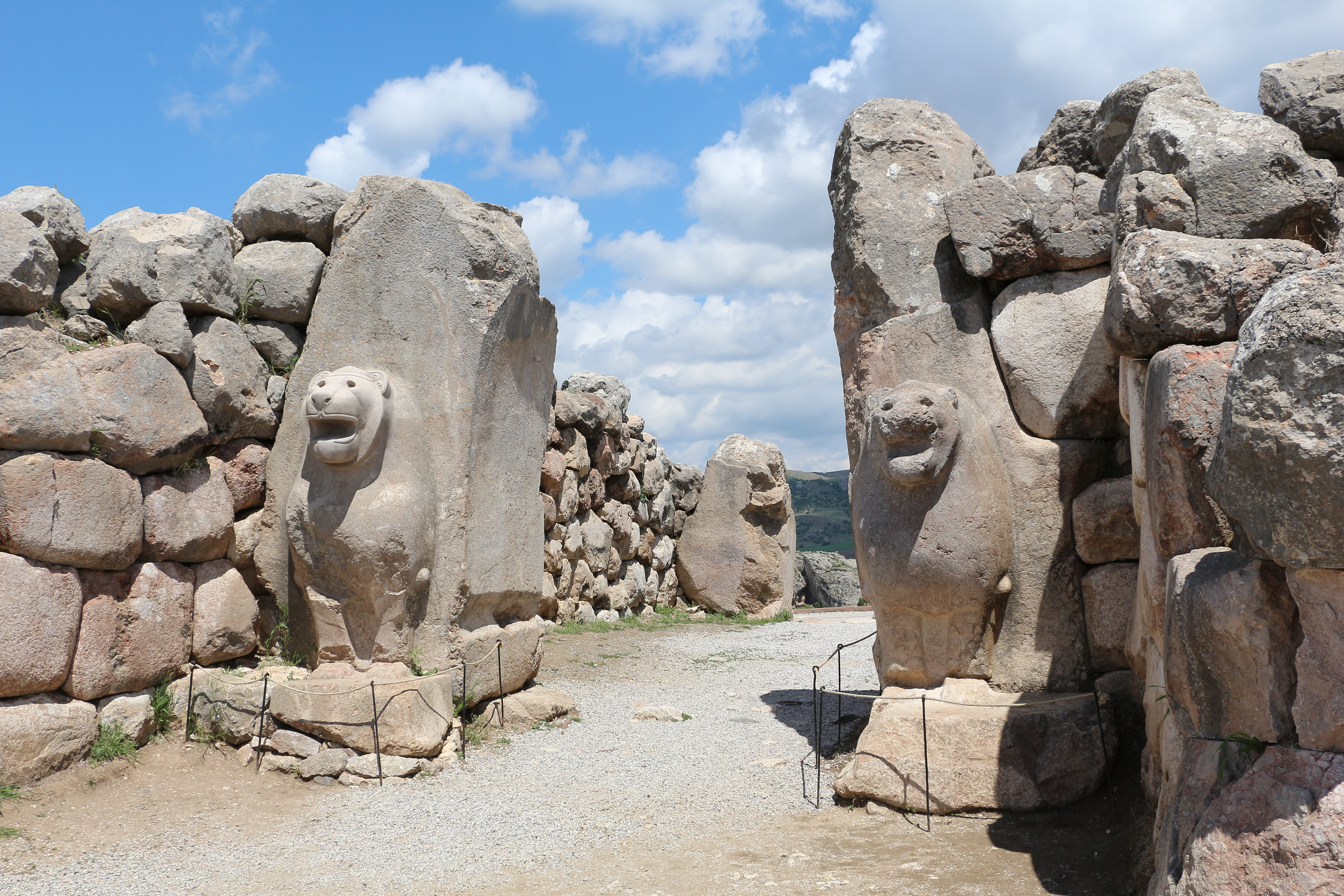
Lví brána ve městě Chattušaš

První říší, která na území dnešního Turecka ve starověku existovala, byla právě Chetitská říše. Přibližně v době od 18. do 13. století př. n. l. Hlavní město Chattušaš se nacházelo v blízkosti dnešní turecké obce Boğazkale. Říše zanikla buď pod náporem mořských národů, nebo kvůli suchu a nedostatku potravin. Poté se nejdůležitějším státem v oblasti stala Frýgie (hlavní město Gordion), dokud ji v 7. století př. n. l. nerozvrátili Kimmeriové. Mezi nejvýznamnější nástupnické státy Frýgie patřily Lýdie (hlavní město Sardy), Kárie (Halikarnass) a Lýkie (Xanthos). Lýďané a Lykané mluvili indoevropským jazykem, ale tento měl i neindoevropské prvky. Lýdský král Kroisos byl prvním panovníkem, který nechal razit mince jako platidlo. Byly nejprve z elektra (slitina zlata a stříbra). Jeho mincovny však postupem času přišly na metodu, jak oba kovy separovat, a vyrazily tak nejstarší zlaté mince na světě. Na území východního Turecka zasahovala v 9.–6. století př. n. l. říše Urartu, s metropolí Tušpou (dnešní Van). Vyvrácena byla Médy.

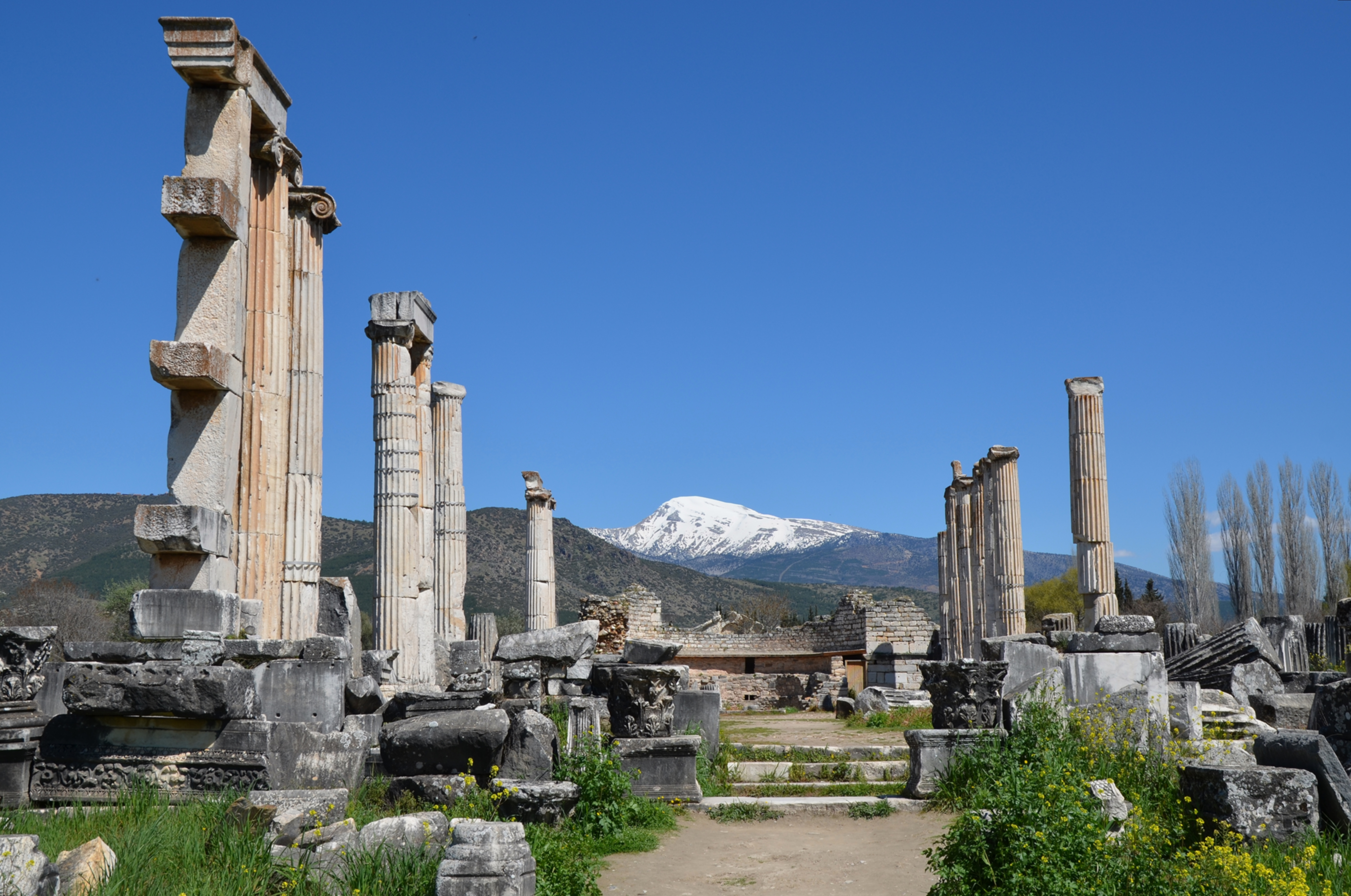
Ruiny starořeckého Afrodisia, roku 2017 zapsány na seznam Světového dědictví

Už od 12. století př. n. l. bylo západní pobřeží dnešního Turecka kolonizováno aiolskými, dórskými a ionskými Řeky. V 8. století př. n. l. Řekové kolonizovali celé severní (Pontos) a jižní pobřeží. Oblast se stala důležitou součástí starořecké civilizace, Řekové území nazývali Malá Asie nebo Anatolie. Ležela zde Trója, kde se odehrává známá zápletka řecké mytologie. Tróju založili již Chetité, další města zakládali sami řečtí kolonisté: Milét, Efez, Halikarnass (dnešní Bodrum), Pergamon, Afrodisias, Smyrna (nyní İzmir). Založili i dnešní Istanbul, pod názvem Byzantion, okolo roku 667 př. n. l. Právě z Anatolie přišla do Řecka řada jeho klasiků: otec dějepisu Hérodotos se narodil v Halikarnassu, první řecký filozof a vědec Thalés v Milétu, proslulý kynik Díogenés pocházel ze Sinópé (dnešní Sinop). V Milétu vznikla i celá filozofická škola zvaná mílétská (patřili k ní Anaximandros či Anaximenés). Milét založil více kolonií než kterékoli jiné řecké město. V Efezu se nacházel Artemidin chrám, jeden ze sedmi divů antického světa. V Halikarnassu další z těchto divů, mauzoleum. Krom řeckých kmenů zde žili též Thrákové (zejm. v dnešní evropské části Turecka) a posléze i Keltové (v oblasti, již Římané později nazývali Galacie).

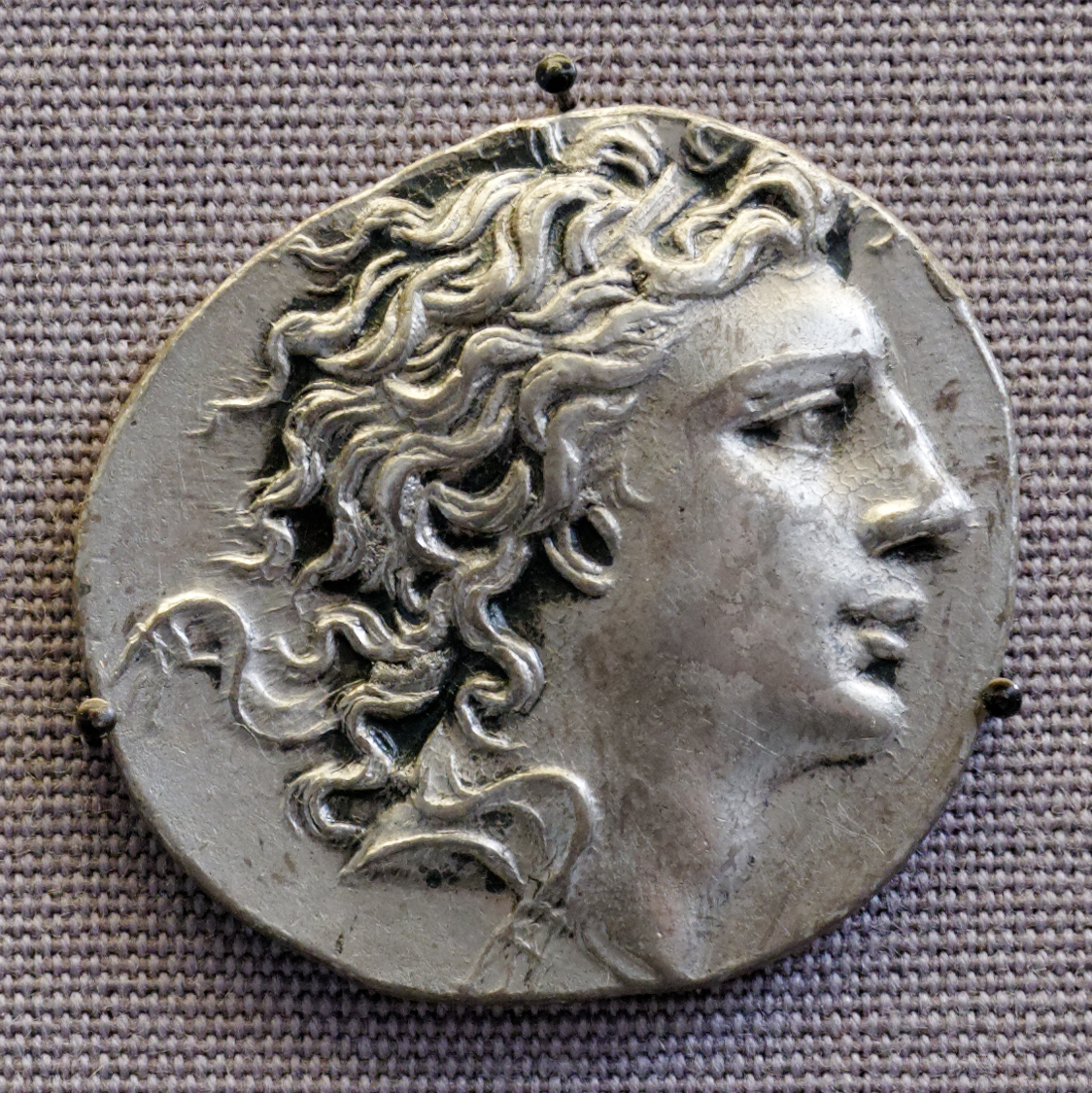
Mithridatés VI. na minci

Celé dnešní Turecko bylo během 6. století př. n. l. dobyto perskou Achaimenovskou říší. Známé řecko-perské války začaly, když se právě řecké městské státy na pobřeží Anatolie v roce 499 př. n. l. vzbouřily proti perské nadvládě. Peršané prohráli, ale v Malé Asii se perská dynastie udržela zejména v Pontu (Mithridatés I. zde roku 281 př. n. l. založil Pontské království). Roku 334 př. n. l. celou Anatolii dobyl Alexandr Makedonský. Po jeho smrti se rozpadla na několik helenistických států (Bithýnie, Kappadokie, Pergamon a Pontos). Mnoho řeckých obyvatel se usadilo ve vnitrozemských částech Anatolie, což vedlo k helenizaci celé oblasti. Tyto státy neměly však dlouhého trvání a do konce 1. století př. n. l. všechny ovládla Římská říše. Římané měli větší problémy jen s dobytím Pontu, kde vzdoroval Mithridatés VI. Založili na dnešním tureckém území provincie Asie, Thrákie, Kappadokie, Galacie, Lýkie a Pamfýlie, Bithýnie a Pontus, Kilíkie, Sýrie, Mezopotámie, Arménie, Asýrie, Koile Sýrie a Osroéné. Po vzniku tetrarchie roku 293 se Nikomédie (dnešní İzmit) stala jedním ze čtyř hlavních měst Římské říše.

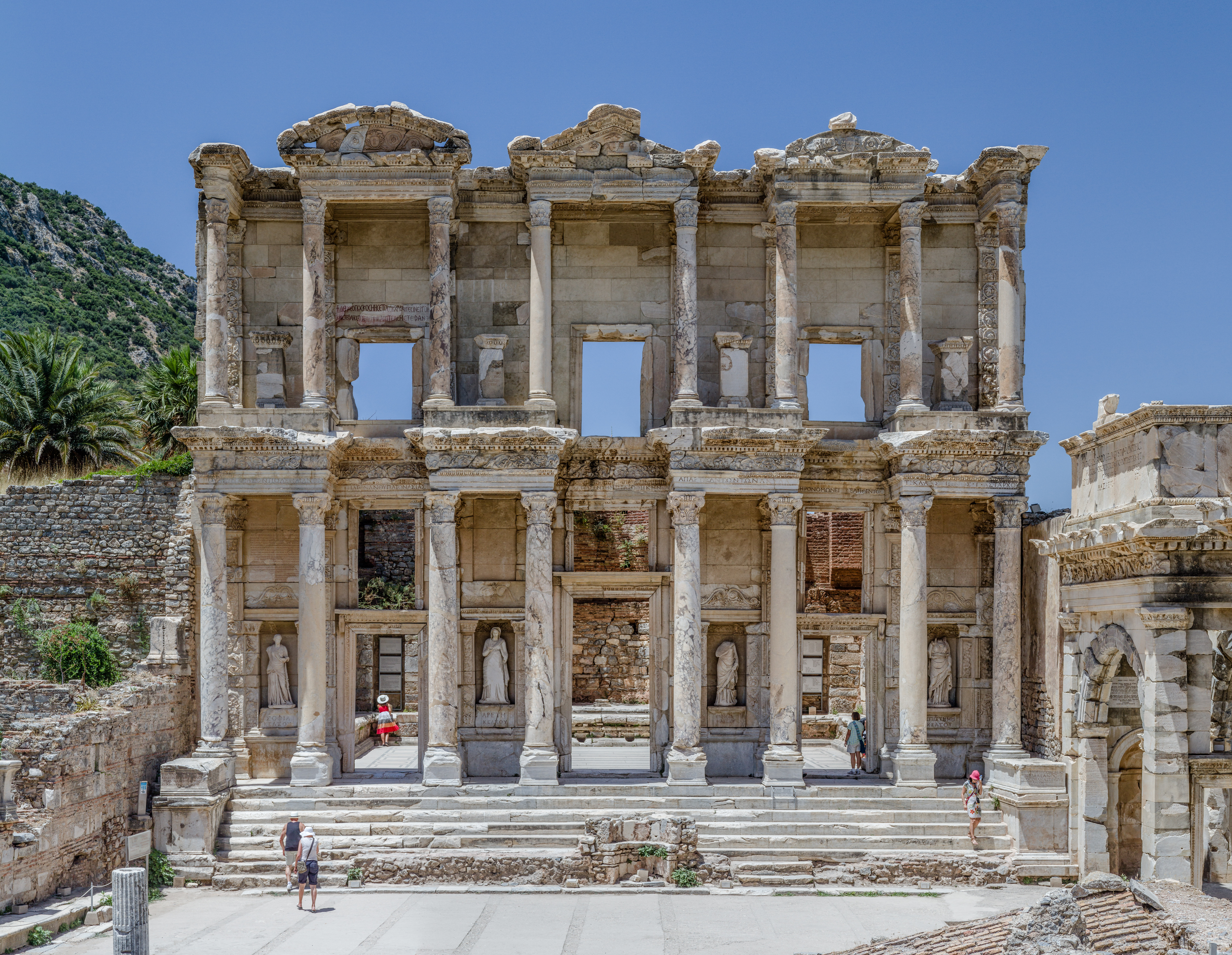
Starořímská knihovna v Efezu

Někteří Anatolané se v římské civilizaci prosadili, například geograf Strabón, narozený v dnešní Amasyi. V římských časech na území Turecka psali své rané dějiny i křesťané. Podle Skutků apoštolů to byla Antiochie (nyní Antakya), kde byli následovníci Ježíše poprvé nazváni právě křesťany. Apoštol Pavel z Tarsu žil nějaký čas v Efezu, pravděpodobně pracoval jako výrobce stanů. Působil tam snad i apoštol Jan, napsal zde prý své epištoly. Dle tradice v Efezu zemřela i Ježíšova matka Marie. Další slavná postava raného křesťanství, Svatý Mikuláš, se narodil v Pataře a působil v Myře. O oblast Turecka ale jevili stále větší zájem i římští císaři. První tam zavítal Hadrianus roku 123 (kvůli svému milenci Antinoosovi z Klaudiopole, dnešního Bolu). Nechal zde rozšířit císařský kult a vyzdobit řadu měst, především starých řeckých sídel. Císař Konstantin Veliký se pak v roce 324 rozhodl do Anatolie přesídlit plně a vybudovat zde na základech Byzantia (Istanbulu) nové výstavní město, které nazval nejprve Nový Řím a později Konstantinopol. Roku 330 ho pak prohlásil novým hlavním městem Římské říše a usídlil se zde (do té doby žil v Nikomédii). Svolal i první křesťanský koncil do dnešního İzniku. Další konstantinopolský císař Theodosius I. pak v roce 380 prohlásil křesťanství oficiálním státním náboženstvím a na prvním konstantinopolském koncilu v roce 381 pomohl ustavit nicejské vyznání jako ortodoxní doktrínu pro všechny křesťany. Jeho smrt v roce 395 znamenala ovšem definitivní rozpad Říma na dvě části, západní a východní. Celé území dnešního Turecka připadlo východořímské, tedy Byzantské říši. Konstantinopol se stal na příštích deset století jejím hlavním městem.

Hagia Sofia

O východ Turecka Byzantinci museli svést dlouhý zápas se Sásánovskou říší v tzv. římsko-perských válkách, ale nakonec uspěli. V 6. století za panování Justiniána I. dosáhla říše svého největšího územního rozsahu. V 7. století, za vlády Herakleia, řečtina nahradila latinu v pozici oficiálního jazyka říše a Byzanc díky tomu zachránila mnoho ze starořeckého dědictví. Dokladem vzdělanosti byl rozsáhlý lexikon Suda. Symbolem architektonických dovedností se stal chrám Hagia Sofia (postaven 532–537), po tisíc let největší uzavřený prostor na světě. Země se stala epicentrem křesťanství, v jehož čele stál sám císař (tzv. cézaropapismus), což byl významný rozdíl oproti západu, kde se moc císařská a duchovní (papežská) rozdělily. Díky tomu nicméně získala Byzanc velký vliv na vývoj křesťanství, většina prvních koncilů se uskutečnila na jejím území. To ale západ začal vnímat úkorně, a tak došlo nakonec roku 1054 k tzv. velkému schizmatu a cesty západního (římskokatolického) a východního křesťanství (pravoslavného) se rozešly. K neblahým důsledkům patřilo i to, že západní křižáci během čtvrté křížové výpravy roku 1204 vyplenili Konstantinopol, a Byzanc tak osudově oslabili.

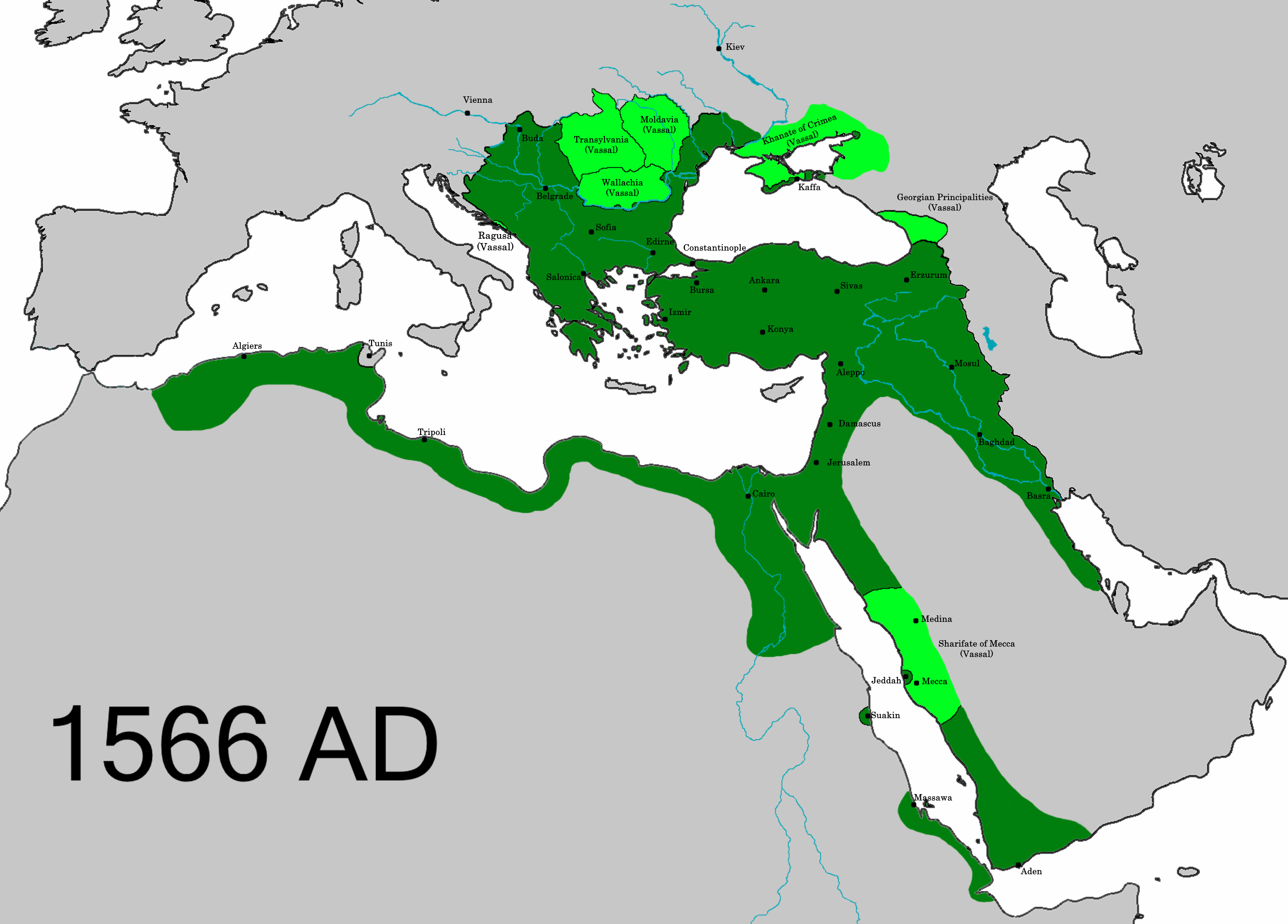
Rozsah Osmanské říše roku 1566

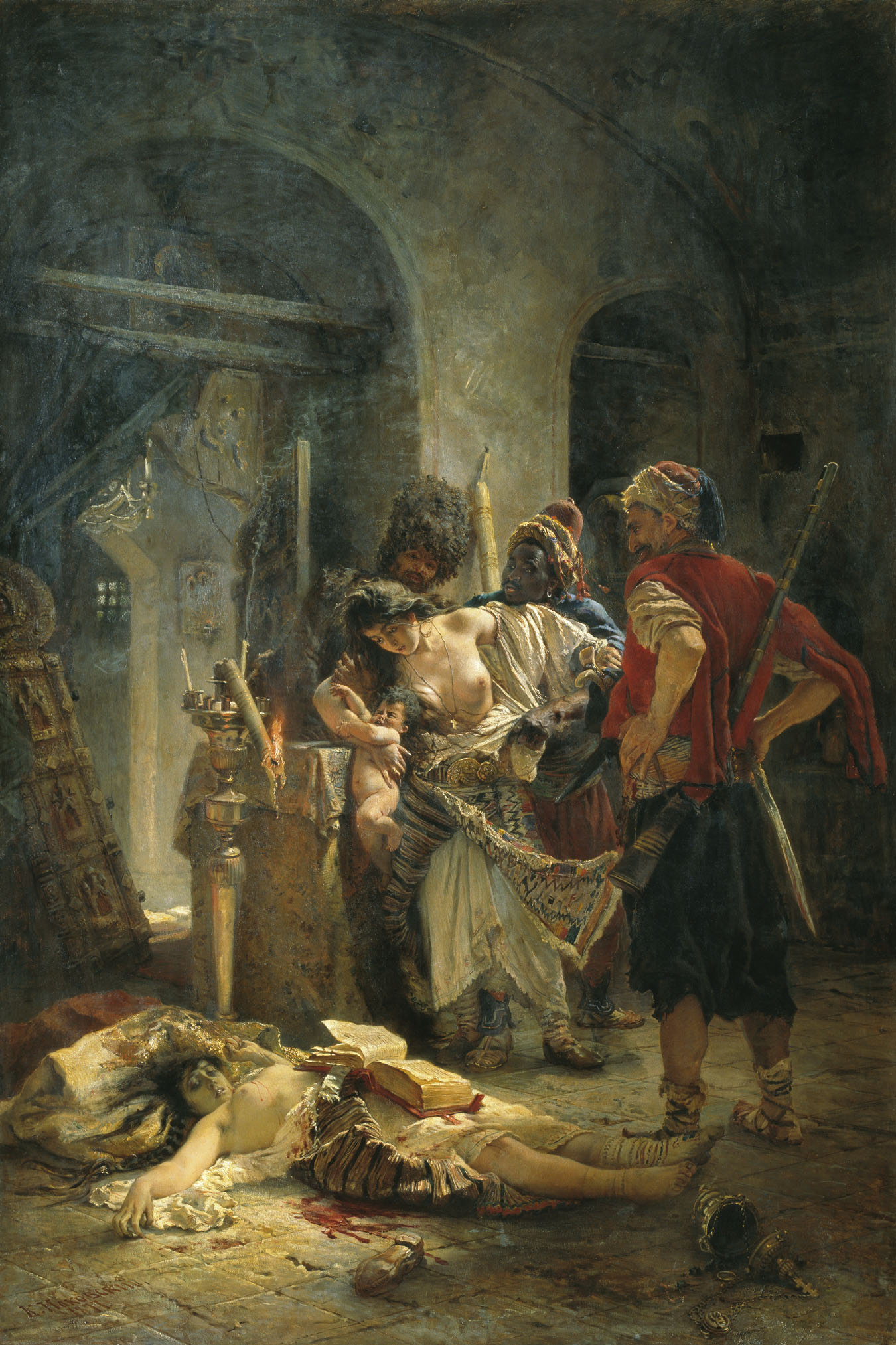
„Bulharské mučednice“, malba z roku 1877, zobrazující znásilnění bulharských žen osmanskými bašibozuky při potlačení Dubnového povstání.

Od 11. století pronikali na území dnešního Turecka turečtí Seldžukové. Byzanc jim čelila v sérii konfliktů. Po porážce v bitvě u Mantzikertu v roce 1071 ztratila Byzanc na úkor seldžuckých Turků většinu Malé Asie, celý její východ. Seldžukové na tomto území založili Rúmský sultanát. Ten započal s šířením turečtiny a islamizací, v níž velkou roli sehrával súfismus a jeho kazatel Rúmí. Sultanát se nakonec rozpadl pod tlakem mongolských nájezdníků. Vzniklo pak množství tzv. anatolských bejliků, menších knížectví (Ajdinský, Dulkadirský, Karamanský aj.). Jeden z těchto bejliků, se sídlem ve městě Söğüt, se stal nakonec jádrem mohutné expanze, to když se do jeho čela postavil v roce 1299 Osman I. Vznikla tak Osmanské říše, muslimský stát, který započal s výboji do Evropy, Asie i Afriky. 

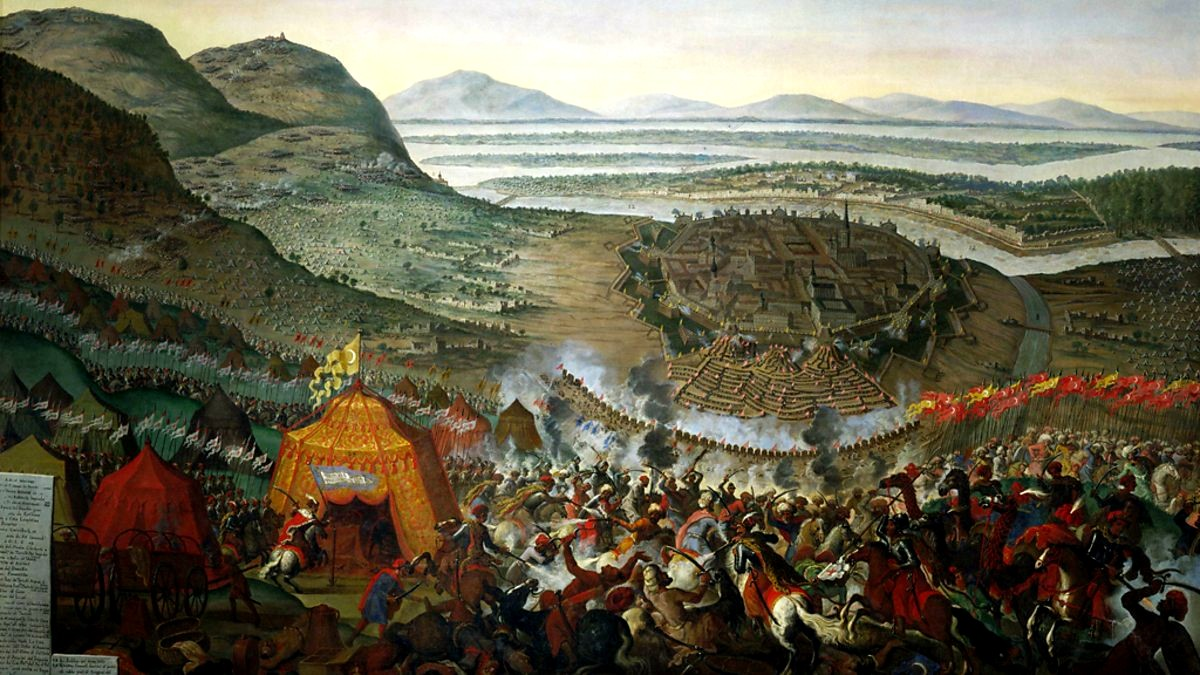
První obléhání Vídně 1529

Za vlády Murada I. (1362–1389) začal expandovat na Balkán. Roku 1453, za vlády Mehmeda II., dobyl poslední baštu Byzantské říše, hlavní město Konstantinopol. Poslední byzantský císař Konstantin XI. padl v průběhu bojů. Po skončení reconquisty, která měla za následek vyhnání nekřesťanů z Pyrenejského poloostrova a jižní Itálie, velké množství sefardských Židů a andaluských muslimů emigrovalo do Osmanské říše. Usadili se především v Istanbulu, Izmiru, Soluni, Burse a Edirne. V roce 1517 Selim I. rozšířil osmanskou nadvládu do Alžírska a Egypta. Ovládl též Rudé moře, což vedlo k dlouhodobému souboji s Portugalci o kontrolu nad obchodem v Indickém oceánu. Války o kontrolu nad Středozemním mořem vedli Osmani zejména s Habsburským Španělskem, Janovskou republikou a Benátskou republikou. Osmani však měli zálusk i na habsburskou střední Evropu (habsbursko-turecké války), roku 1529 byla Turky poprvé obležena Vídeň, roku 1683 podruhé. Papežové se pokoušeli evropské mocnosti sjednocovat v boji proti Turkům do válečných koalic zvaných Svatá liga. Od 16. do 20. století vedla Osmanská říše také dvanáct válek s Ruskou říší. Na východě Osmani bojovali s Íránem, počínaje bitvou na Čaldiránské rovině roku 1514 až do první poloviny 19. století. Turci se zapojovali i do konfliktů daleko od svých hranic, například v dnešní Indonésii či na Filipínách. Za Sulejmana I. (1520–1566) dosáhla říše svého územního i kulturního vrcholu, vládla 25 milionům lidí. 

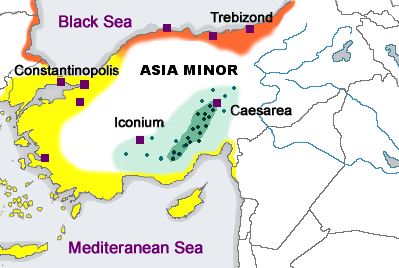
Oblasti s tradičním řeckým osídlením v Malé Asii před vysídlením a genocidou Řeků v letech 1914–1922

Od konce 17. století však začalo vytlačování Osmanské říše z Evropy, z velké části díky posilování Ruska. Toto vytlačování bylo do značné míry završeno během balkánských válek na počátku 20. století. O většinu svých rozsáhlých arabských držav přišla Osmanská říše v důsledku první světové války, do níž vstoupila na straně ústředních mocností a byla poražena. Frustrace etnických Turků (často těch, co museli opustit ztracená území) z tohoto vývoje přinesla některé otřesné masakry křesťanů známé jako hamídijské masakry, arménská genocida, asyrská genocida či řecká genocida. Byly při nich vyvražděny miliony lidí. 
Sultán jako hlava Osmanské říše měl až do 19. století absolutní (neomezenou) moc. Osmanská kultura se tak stala symbolem největšího možného konzervatismu. To vedlo k zaostávání říše a budilo to od 19. století odpor i v samotném jádru říše, dnešním Turecku. Reformy Tanzimat započaté sultánem Abdülmecidem roku 1839, jež vyvrcholily roku 1876 přijetím ústavy, zaručením základních práv a o rok později dokonce svoláním prvního parlamentu, úpadek říše nezastavily. To radikalizovalo liberálně a nacionalisticky naladěné mladoturecké hnutí, jež nakonec vyvolalo povstání roku 1908. Mladoturci po něm ovládli zemi. Avšak místo liberálních reforem přišla vláda triumvirátu mladotureckých pašů (Talat Paša, Enver Paša a Džamal Paša), kteří říši zatáhli do světové války, iniciovali řadu masakrů a nakonec způsobili její úplný zánik.

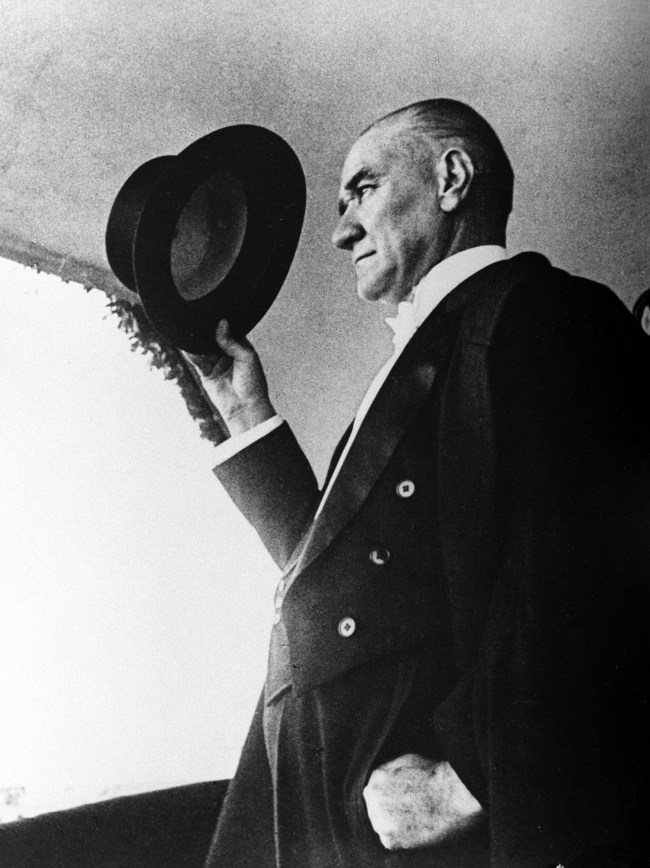
Mustafa Kemal Atatürk je zakladatelem a prvním prezidentem Turecké republiky

Osmanům se proti silám Dohody vojensky nedařilo. 30. října 1918 podepsali Mudroské příměří. V listopadu 1918 obsadila britská, francouzská a italská vojska Istanbul, v květnu 1919 Řekové obsadily Smyrnu (Izmir), další velká území Malé Asie kontrolovaly arménské jednotky. Republikánské a nacionalistické turecké síly vedené Mustafou Kemalem (zvaným později Atatürk) vycítily, že faktická osmanská prohra ve válce může mít pro etnické Turky katastrofální následky, a tak v květnu 1919 zahájily proti zahraničním jednotkám v zemi boj známý jako turecká válka za nezávislost. Jejím jádrem byla řecko-turecká válka. V květnu 1919 na mírové konferenci v Paříži byla Osmanské říši skutečně odňata řada území, jak se kemalisté obávali. To stvrzovala mírová Sèvreská smlouva uzavřená mezi západními spojenci a osmanskou elitou 10. srpna 1920. Proti ní se ale kemalisté vzbouřili. Válku za nezávislost zároveň spojili s bojem za svržení osmanského monarchistického systému. Zaznamenali řadu vojenských úspěchů, díky nimž vytlačili zahraniční jednotky z Malé Asie a dokonce i východní Thrákie. Karská smlouva nejprve určila hranice s Arménií (kterou mezitím pohltil Sovětský svaz). Boje s Řeky a západními spojenci skončily 11. října 1922 příměřím v Mudanyi. Následovalo podepsání mírové Lausannské smlouvy 24. července 1923, která tak anulovala smlouvu Sèvreskou. Dne 4. října 1923 skončila spojenecká okupace Turecka stažením posledních spojeneckých vojsk z Istanbulu. Vojenský postup a diplomatické úspěchy ankarské vlády vyústily 11. října 1922 v podepsání příměří v Mudanyi. Řešení krize v Çanakkale (září-říjen 1922) mezi Spojeným královstvím a ankarskou vládou způsobilo 19. října 1922 pád ministerstva Davida Lloyda George a politickou autonomii Kanady od Spojeného království. Dle Lausannské smlouvy proběhla výměna obyvatelstva mezi Tureckem a Řeckem na základě náboženského klíče. Z Turecka se vystěhovalo do Řecka na 1,5 milionu Řeků, opačným směrem zamířilo půl milionu muslimů. Mustafa Kemal zvítězil i politicky, na domácí scéně: Velké národní shromáždění v Ankaře odhlasovalo 1. listopadu 1922 zrušení sultanátu a ukončilo tak 623 let trvající monarchickou vládu. 29. října 1923 byla vyhlášena Turecká republika s Kemalem jako jejím prezidentem.
Atatürk (vášnivý náboženský skeptik, patrně i ateista) poté sekularizoval a zmodernizoval turecký stát. Připravil celou řadu reforem, mj. udělil volební právo ženám (1934), zavedl latinské písmo a gregoriánský kalendář. Také přenesl sídlo prezidenta, vlády a parlamentu z Istanbulu do Ankary, která byla do té doby malým městem uvnitř Anatolie.
Turecko zůstalo po většinu druhé světové války neutrální, ale 23. února 1945 vstoupilo do závěrečných fází války na straně spojenců. Poté, co Turecko, inspirováno Atatürkovým antikomunismem, bojovalo jako součást západních sil v korejské válce, vstoupilo v roce 1952 do NATO a stalo se hrází proti sovětské expanzi do Středomoří.

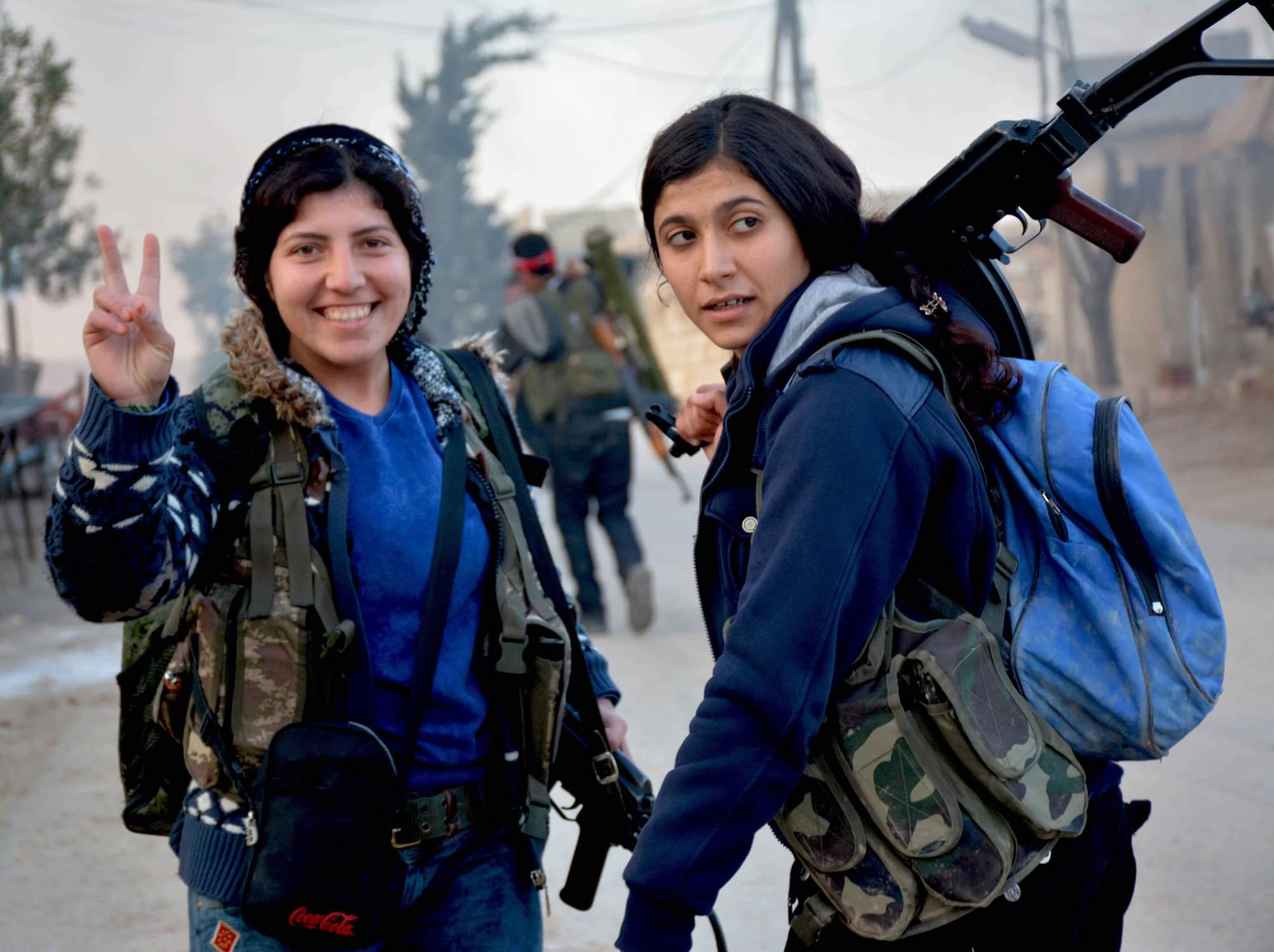
Kurdské bojovnice v Sýrii během turecké invaze do Afrínu

K největším vnitřním problémům 2. poloviny 20. století v Turecku patřila kurdská otázka. V Turecku žije jedenáct až čtrnáct milionů Kurdů a vztah turecké vlády k této národnostní menšině nebyl zcela vyřešen. Od roku 1984 bojují kurdští separatisté za samostatný kurdský stát a turecko-kurdský konflikt si vyžádal na 40 000 životů. Jen v roce 2015 zabila turecká armáda přes 2 000 kurdských povstalců. Kurdský problém se přelil i do tureckého postoje k občanské válce v Sýrii, kde Turecko podporovalo protivládní povstalce, včetně syrské odnože al-Káidy, a v březnu 2018 obsadilo Afrín v Sýrii, odkud vytlačilo syrské Kurdy. Následovaly další turecké akce v ostatních částech severní Sýrie a vytlačování kurdských milic, kterým pomáhaly relativně malé jednotky Spojených států (v okamžiku turecké invaze v oblasti působilo asi 1 000 vojáků USA). V reakci na události z října 2019 uvalila americká vláda osobní sankce na tři turecké ministry. Americký prezident Donald Trump také oznámil svůj záměr zavézt přísné ekonomické sankce vůči Turecku. Telefonicky vyzval prezidenta Erdogana, aby invazi do Sýrie a boje proti Kurdům zastavil.
Dalším problémem se stala neschopnost vyrovnat se s vlastní minulostí, turecká vláda například striktně popírá genocidu Arménů, kterou spáchala Osmanská říše v průběhu první světové války, a samotné „uznání“ arménské genocidy je v Turecku trestným činem.
V létě 1974 podniklo Turecko invazi na Kypr, jejímž důsledkem bylo faktické odtržení Severního Kypru.

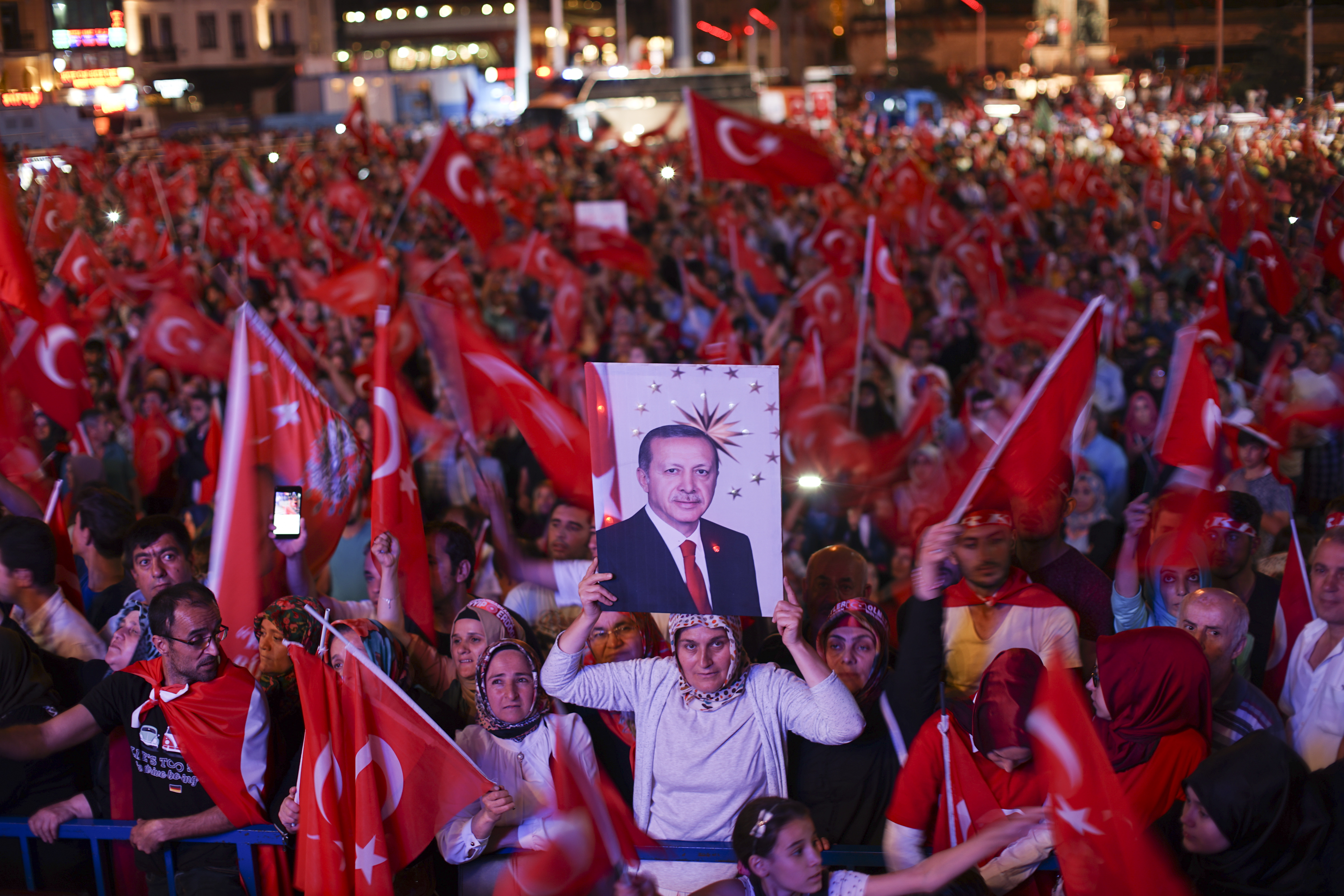
Erdonagnovi příznivci po pokusu o vojenský převrat v roce 2016

V Turecku se po druhé světové válce rozvinul v zásadě demokratický systém, ovšem narušovaný mocí armády, která ho několikrát suspendovala vojenskými puči (zejm. 1960 a 1980). Armáda byla na druhou stranu strážcem kemalistické a sekularistické tradice. Oslabení role armády v turecké společnosti uvolnilo prostor neo-osmanismu a pan-islamismu, zejména po zmařeném puči v roce 2016. Ten proběhl 15. července 2016, kdy se část turecké armády pokusila o vojenský převrat v reakci na údajné potlačování principů sekulárního státu režimem prezidenta Recepa Tayyipa Erdoğana. Pokus o převrat byl potlačen již po několika hodinách. Následovaly rozsáhlé čistky v armádě, policii, justici, médiích a školství. 160 000 lidí bylo propuštěno nebo postaveno mimo službu. Bylo zatčeno 77 000 lidí včetně občanů členských států EU. Sto sedmdesát novin, televizních stanic a vydavatelství bylo zakázáno, přes sto novinářů bylo uvězněno. Čtvrtina poslanců, většinou opozičních, byla zbavena imunity a došlo k zatýkání představitelů opoziční prokurdské HDP. Evropská unie v reakci na tyto represe zmrazila přístupové rozhovory s Tureckem, které neformálně začaly v roce 2005.
Dne 16. dubna 2017 se v Turecku konalo ústavní referendum. Navrhované změny turecké ústavy zahrnovaly zavedení prezidentského systému, který by nahradil stávající parlamentní systém. Referendum skončilo poměrem 51,3 % ku 48,7 % ve prospěch změn. Zároveň však tento těsný výsledek ukázal rozpolcenost turecké společnosti mezi její městskou částí, která většinově hlasovala proti záměru prezidenta Erdoğana posílit jeho pravomoci, a spíše venkovskými oblastmi, které se zřetelně vyslovily pro jeho návrh. Zavedení prezidentského systému podle mnoha pozorovatelů zesílilo autoritářské tendence.
Dne 6. února 2023 zemřelo při zemětřesení v Turecku více než 50 000 lidí. Zatčení istanbulského starosty, který měl v plánu kandidoval na prezidenta za opoziční stranu CHP, vedlo v březnu 2025 k masivním protivládním protestům v Turecku.

## Státní symboly

### Vlajka
Turecká vlajka je tvořena červeným listem o poměru stran 2:3 s bílým půlměsícem a bílou pěticípou hvězdou, která se zvenku zhruba dotýká jedním cípem pomyslné spojnice dvou rohů půlměsíce a celý emblém je posunutý od středu kousek k žerdi.

### Hymna
Turecká hymna je píseň İstiklâl Marşı (česky Pochod nezávislosti). Slova básně, která má 10 slok, ale zpívají se jen první dvě, napsal Mehmet Akif Ersoy, hudbu složil Osman Zeki Üngör.

## Geografie

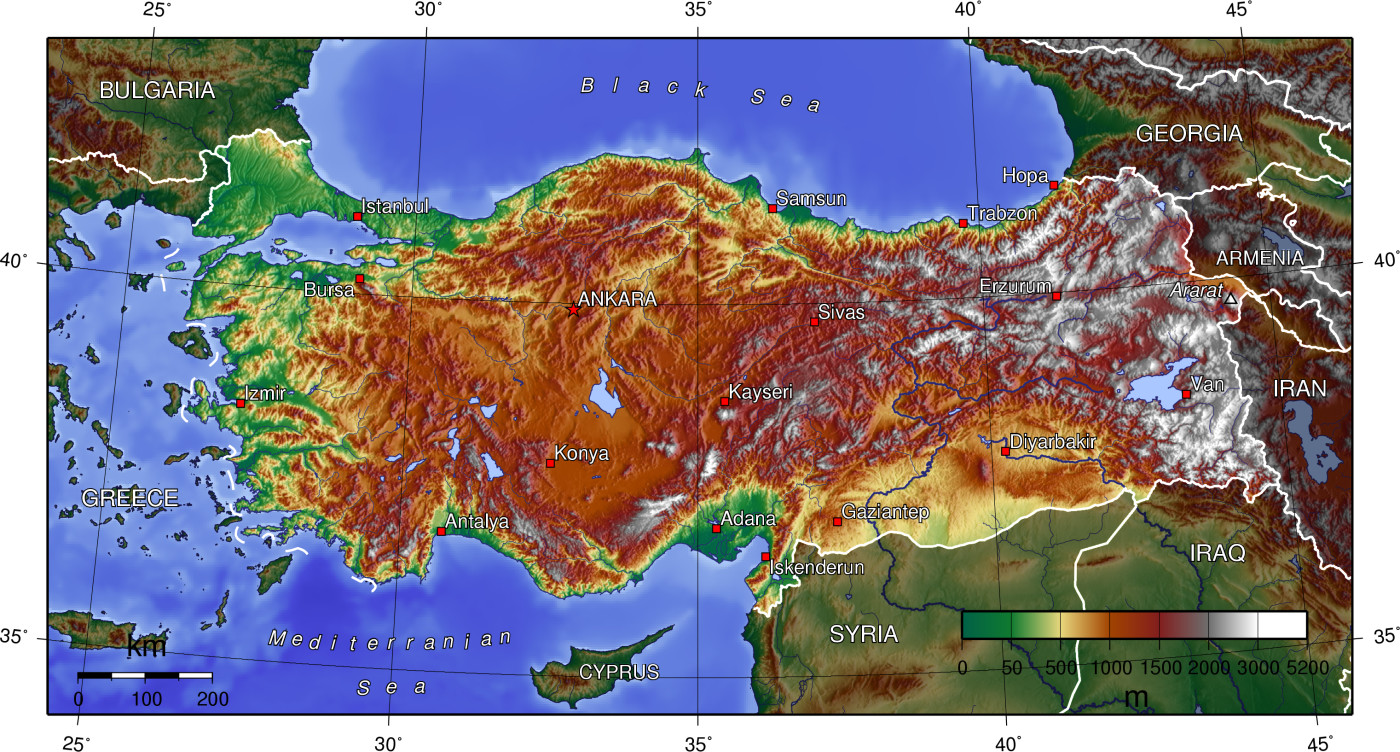
Topografie Turecka

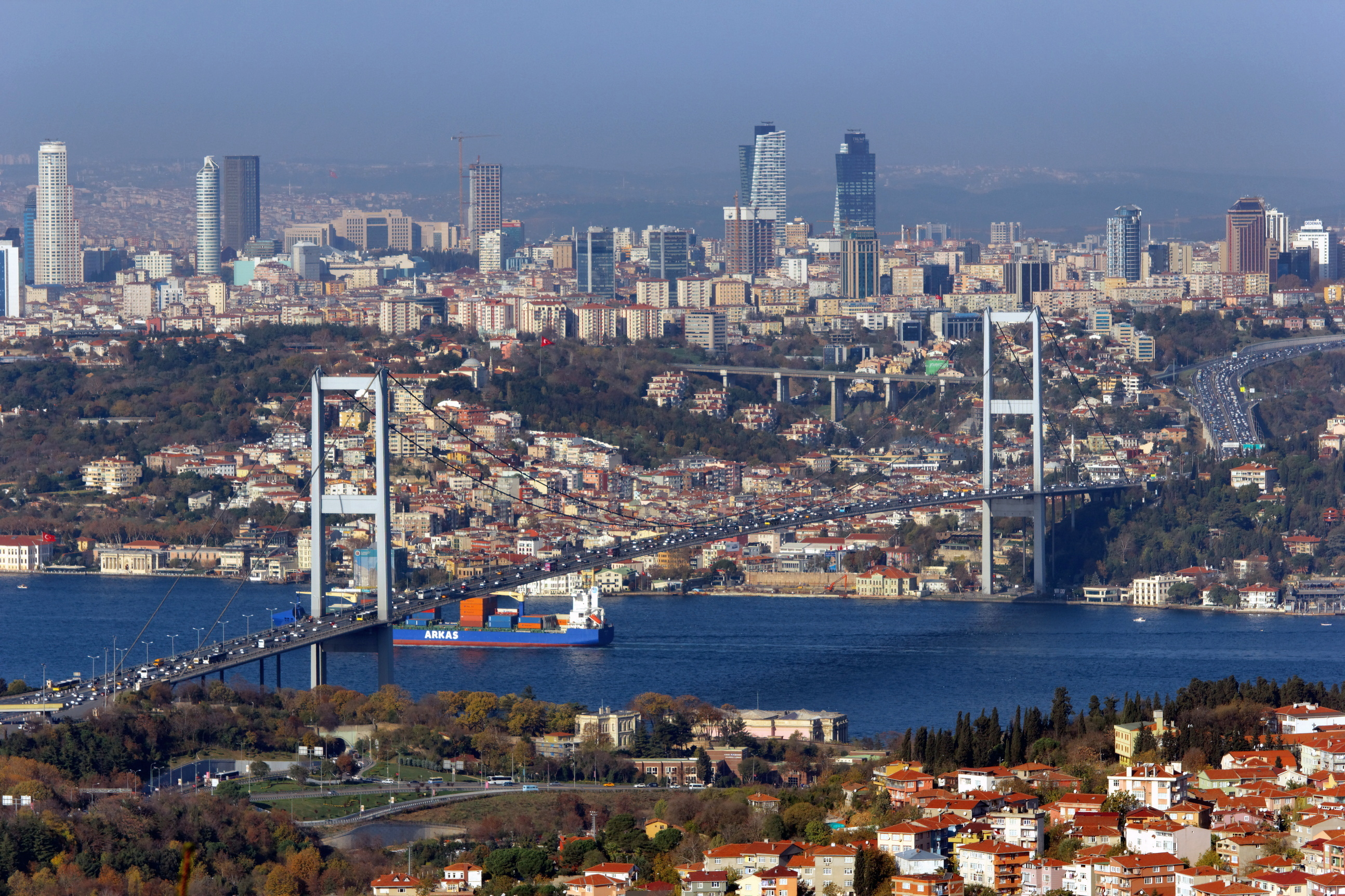
Bosporský most v Istanbulu, který spojuje Evropu (nalevo) a Asii (napravo)

Turecko se nachází na území Asie a jihovýchodní Evropy. Asijská část ležící na poloostrově Malá Asie (historicky známým pod názvem Anatolie), která zabírá naprostou většinu území (zhruba 97 %), je od té evropské (Východní Thrákie) oddělena Marmarským mořem a průlivy Bospor a Dardanely (které dohromady spojují Černé a Egejské moře). Turecko má zhruba obdélníkový tvar s délkou přes 1 600 km a šířkou asi 800 km. Celková rozloha činí 783 562 km². Na severozápadě sousedí s Bulharskem, na západě s Řeckem, na severovýchodě s Gruzií, na východě s Arménií, Ázerbájdžánem (jeho exklávou Nachičevan) a Íránem a na jihovýchodě s Irákem a Sýrií. Na třech stranách je obklopeno moři: na západě Egejským, na severu Černým a na jihu Středozemním.

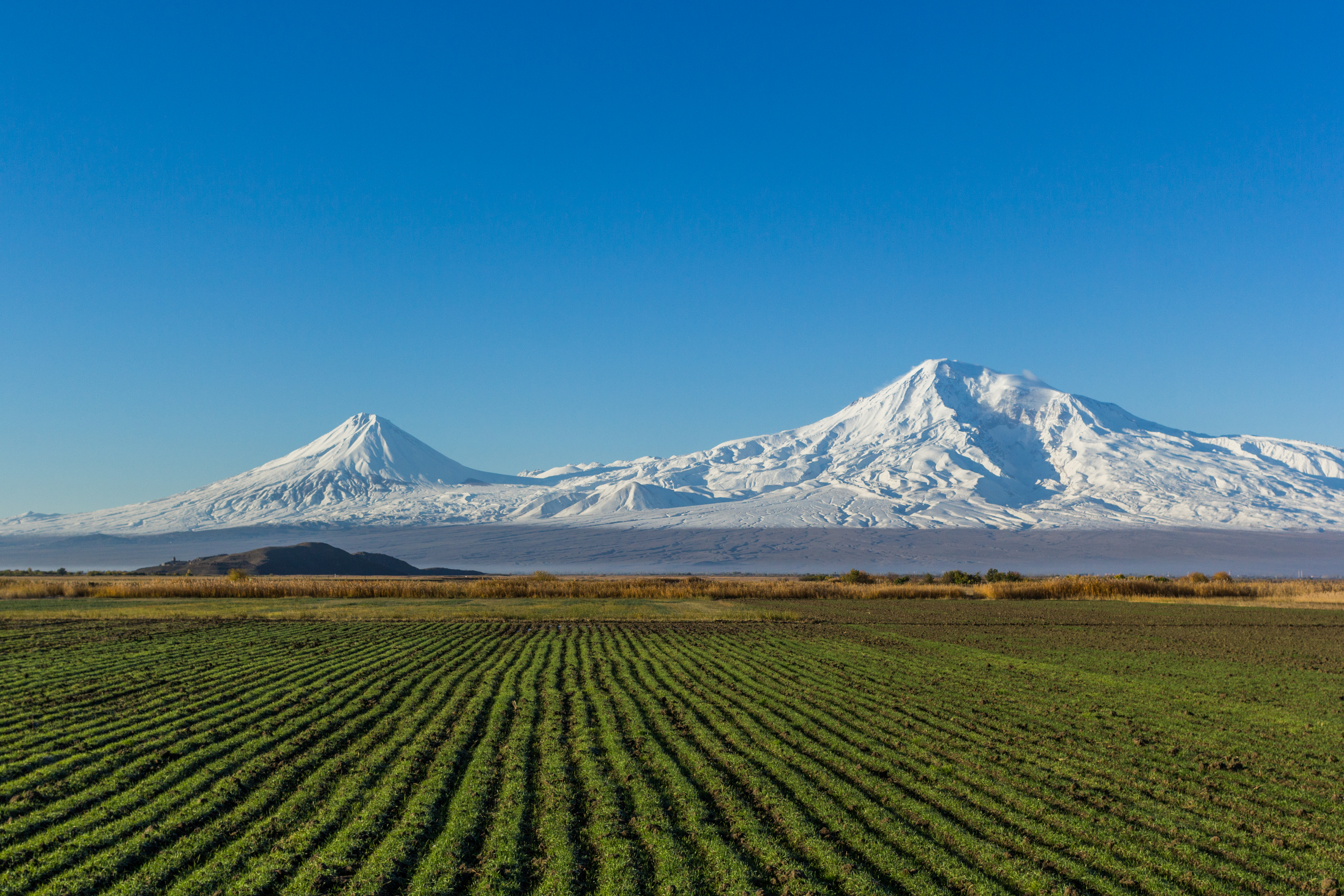
Ararat nacházející se v provincii Iğdır ve Východní Anatolii je nejvyšší horou Turecka

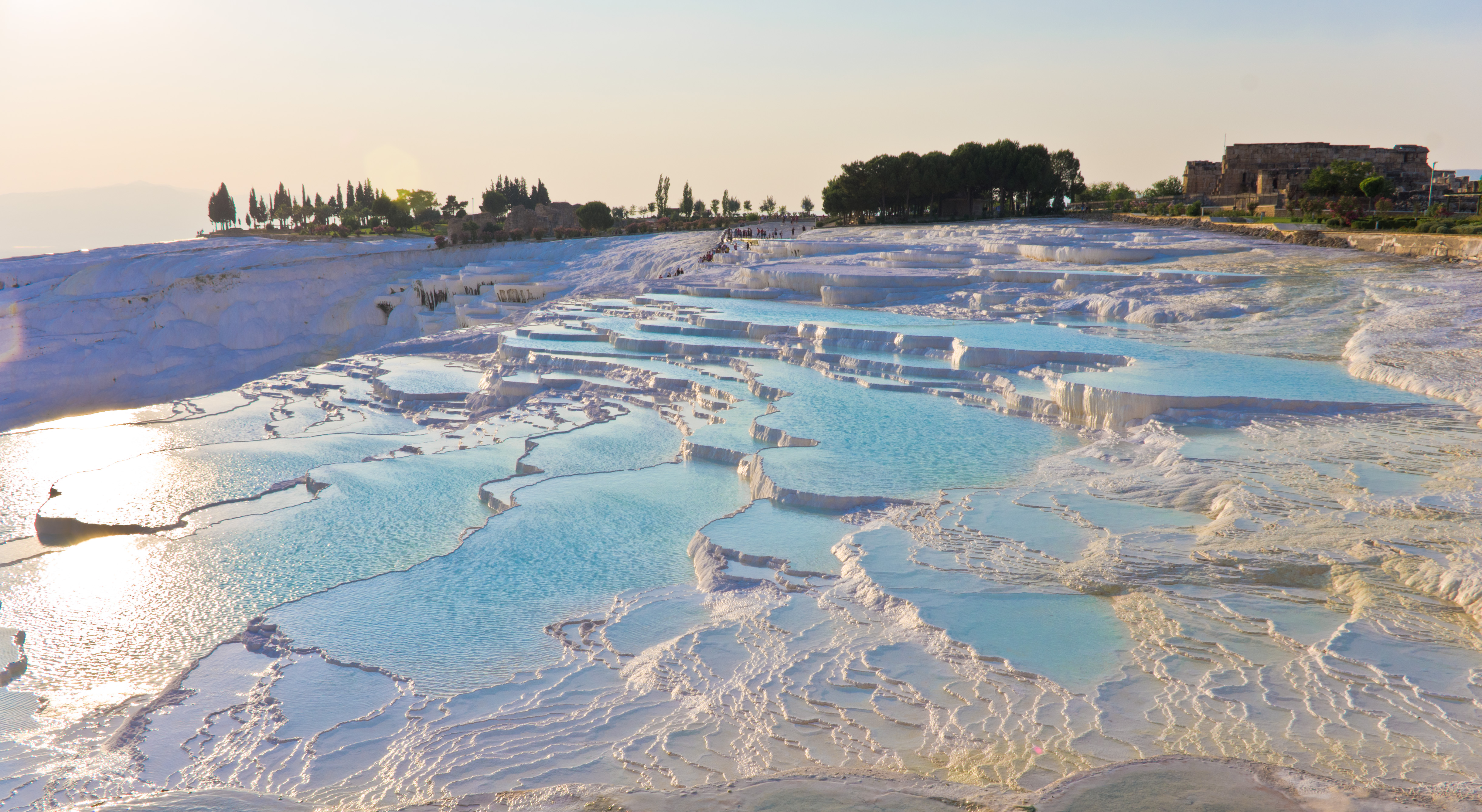
Termální prameny v oblasti Pamukkale, významná turistická destinace

Je to převážně hornatá země a úzké pruhy nížin se nacházejí jen při pobřežích. Asi čtvrtina rozlohy je ve výškách nad 1 200 m n. m. a méně než 40 % leží níže než 460 m n. m. Nejvyšší hory se nacházejí na východě, kde leží i nejvyšší hora Turecka Ararat s nadmořskou výškou 5 165 metrů. Na severu leží Pontské hory, na jihu a jihovýchodě pak pohoří Taurus. Ve středozápadní části země se nachází rozsáhlá náhorní plošina. Oblastí Turecka probíhají dva významné zlomy – Severoanatolský zlom a Východoanatolský zlom. Složitá geologická struktura Turecka je příčinou občasného vulkanismu a relativně častých zemětřesení. Na východě země pramení mimo jiné velké řeky Eufrat, Tigris a Araks. Nejdelší řeky na tureckém území, Kızılırmak, Sakarya a Yeşilırmak, ústí do Černého moře. Nejdelší řeky ústící do Egejského moře jsou Velký Menderes a Gediz. Hranici mezi Řeckem a Tureckem tvoří řeka Marica. Největší z více než 250 jezer je Vanské jezero o rozloze 3 714 km² a Tuz o rozloze zhruba 1 550 km². Obě dvě tato jezera jsou slaná.

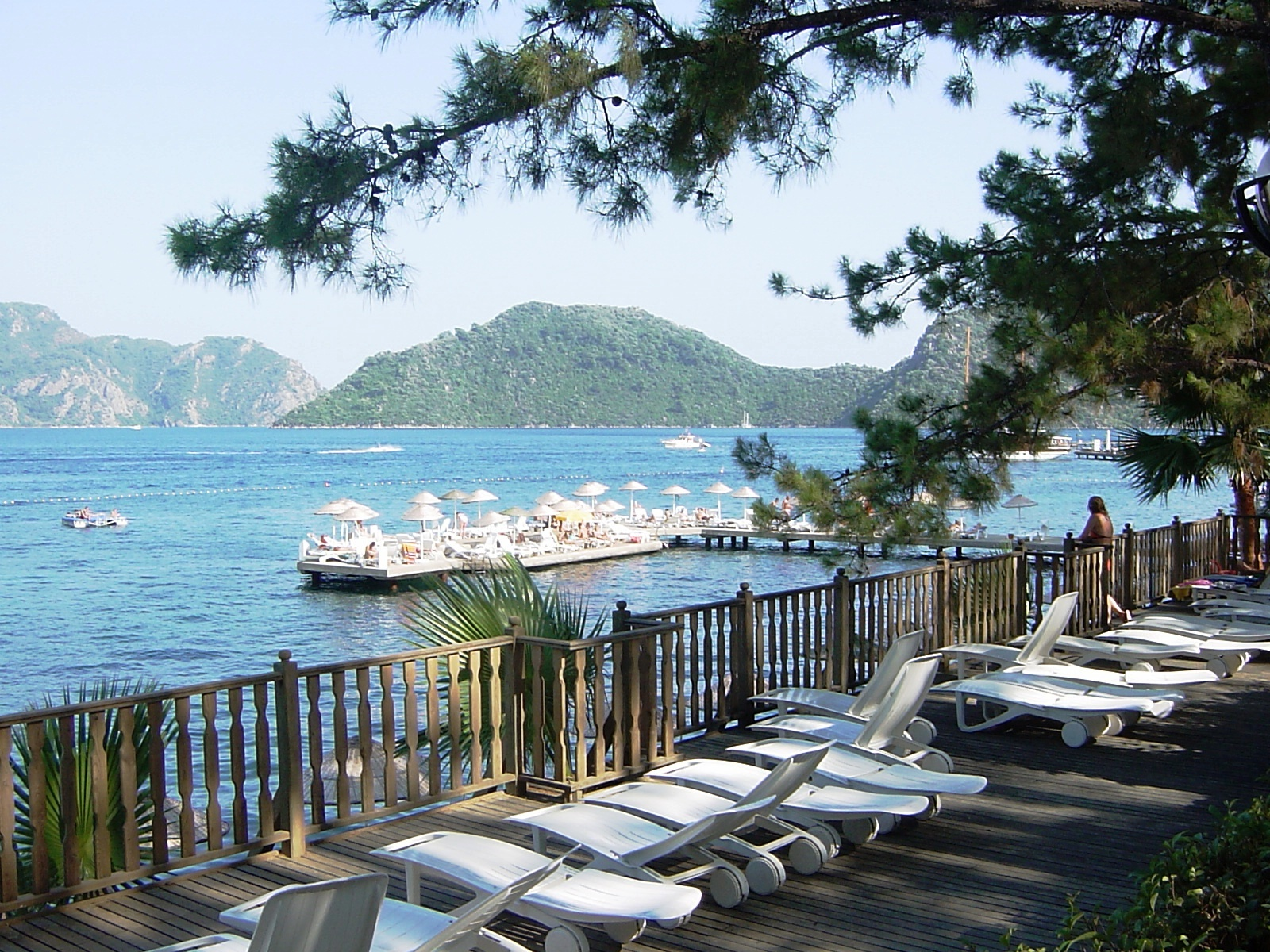
Pobřežní město Marmaris na jihozápadě země

Obdělává se zhruba 30 % půdy a dalších 11 % se využívá k pastvě. Asi na 11 % obdělávané půdy jsou zasazeny trvalé plodiny a 18 % obdělávané půdy je zavlažováno. Mezi ekologické hrozby patří znečištění vod a vzduchu, deforestace a možnost úniku ropy a zemního plynu z asi 5 000 obchodních lodí, které každoročně proplují Bosporem.
Nejčastějšími krajinnými typy v Turecku jsou travnaté stepi, které se nacházejí hlavně ve střední a jihovýchodní Anatolii, a lesy, které pokrývají zbytek země. Nejrozmanitější lesy leží na pobřeží Černého moře, kde nejčastějšími stromy jsou habr, kaštanovník setý, smrk východní, olše, buk, dub a jedle. Mezi další běžně se vyskytující rostliny patří např. pěnišník, vavřín, cesmína, myrta a tis. Ve výškách nad 1 000 m n. m. začínají převažovat jehličnany a ve výškách nad 2 000 m n. m. se vyskytují alpinské louky. Turecko je bohaté na divoké živočichy a lovné druhy ptáků. V málo obydlených oblastech se vyskytují živočichové jako vlk, liška, prase, kočka, bobr, kuna, šakal, hyena, medvěd, jelen, gazela a kamzík. Mezi běžná domestikovaná zvířata patří buvol, koza, velbloud, kůň, osel, ovce a tur domácí. Z ptáků jsou nejrozšířenější koroptve, husy, křepelky a dropi.

### Podnebí
Podnebí je převážně suché, z části kontinentální a je silně ovlivněno přítomností moře na severu, jihu a západě a hor vyskytujících se na většině území. Některé pobřežní oblasti mají středozemní podnebí, zatímco v horských oblastech jsou mnohem chladnější zimy a celkově větší rozdíly mezi letními a zimními teplotami. Ve vnitrozemí sahají jarní teploty pod bod mrazu a nejnižší teploty mohou dosahovat −20 °C na západě a −40 °C na východě. Sníh je v teplejších oblastech možné spatřit zhruba dva týdny ročně a v některých horských oblastech na východě čtyři měsíce ročně. Při pobřežích jarní teploty dosahují hodnot zhruba 5 °C a v létě stoupají až na 30 °C. Roční úhrn srážek ve vnitrozemí je v rozmezí 305–406 mm a ve větších výškách přesahuje 1 000 mm.

## Administrativní systém

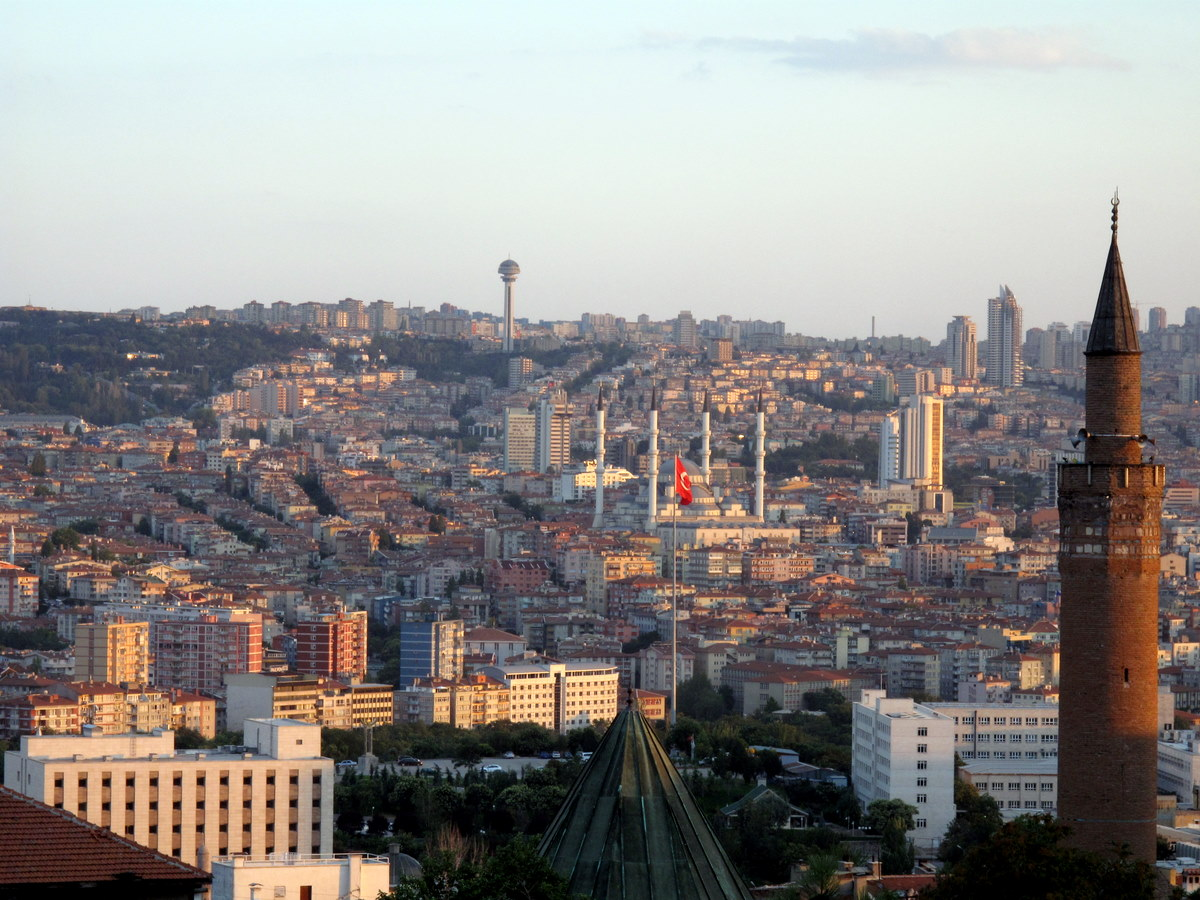
Ankara je od roku 1923 hlavní město Turecka.

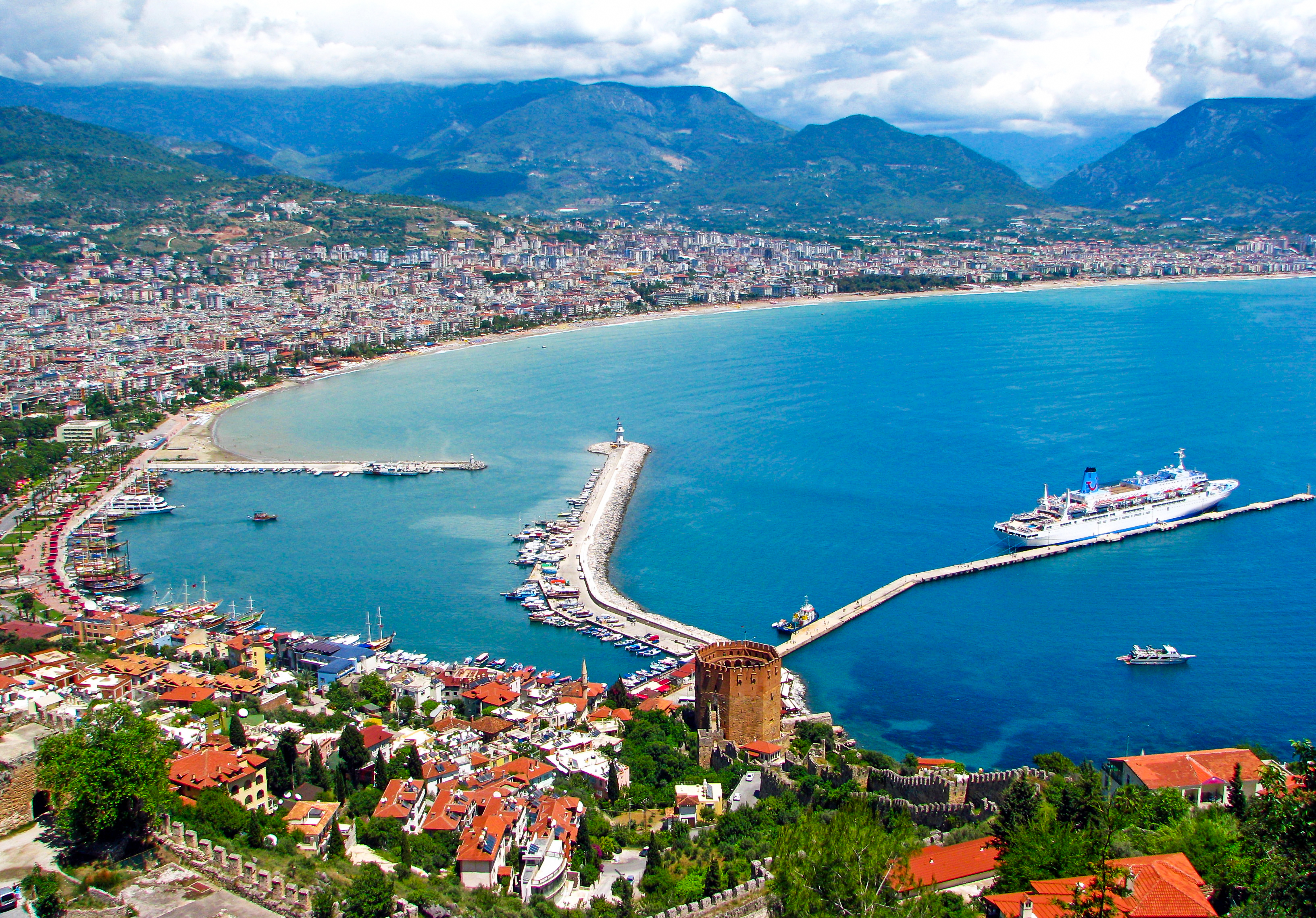
Alanya je město v Turecku, které se nachází ve Středomořské oblasti

Město Göreme, významné turistické centrum v Kappadokii

Turecko je administrativně rozděleno do 81 provincií (il, množné číslo iller), které jsou dále děleny na okresy a podokresy. Provincie se seskupují do 7 regionů (bölgesi, množné číslo bölgeleri), toto členění však slouží statistickým účelům a netvoří úroveň státní správy. Nejlidnatějšími městy jsou Istanbul (k roku 2009 zde žilo 10 378 000 obyvatel), hlavní město Ankara (3 846 000), İzmir (2 679 000), Bursa (1 559 000) a Adana (1 339 000).
Regiony a provincie jsou následující:
- Marmarský region (Marmara Bölgesi)
  - Balıkesir, Bilecik, Bursa, Çanakkale, Edirne, İstanbul, Kırklareli, Kocaeli, Sakarya, Tekirdağ, Yalova
- Egejský region (Ege Bölgesi)
  - Afyonkarahisar, Aydın, Denizli, İzmir, Kütahya, Manisa, Muğla, Uşak
- Středomořský region (Akdeniz Bölgesi)
  - Adana, Antalya, Burdur, Hatay, Isparta, Kahramanmaraş, Mersin, Osmaniye
- Střední Anatolie (İç Anadolu Bölgesi)
  - Aksaray, Ankara, Çankırı, Eskişehir, Karaman, Kayseri, Kırıkkale, Kırşehir, Konya, Nevşehir, Niğde, Sivas, Yozgat
- Černomořský region (Karadeniz Bölgesi)
  - Amasya, Artvin, Bartın, Bayburt, Bolu, Çorum, Düzce, Giresun, Gümüşhane, Karabük, Kastamonu, Ordu, Rize, Samsun, Sinop, Tokat, Trabzon, Zonguldak
- Východní Anatolie (Doğu Anadolu Bölgesi)
  - Ağrı, Ardahan, Bingöl, Bitlis, Elazığ, Erzincan, Erzurum, Hakkâri, Iğdır, Kars, Malatya, Muş, Tunceli, Van
- Jihovýchodní Anatolie (Güneydoğu Anadolu Bölgesi)
  - Adıyaman, Batman, Diyarbakır, Gaziantep, Kilis, Mardin, Şanlıurfa, Siirt, Şırnak

## Vláda a politika

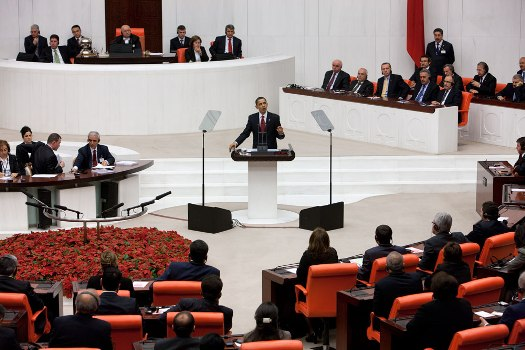
Turecký parlament v roce 2009 během návštěvy Baracka Obamy

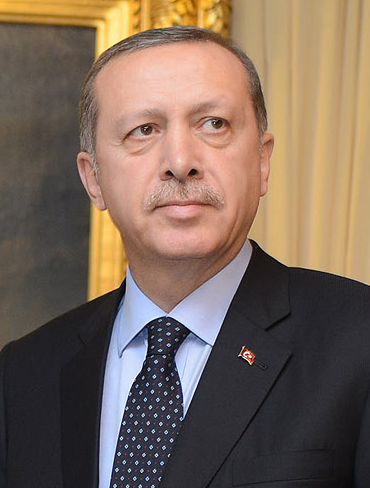
Současný autoritářský prezident Turecka Recep Tayyip Erdoğan

Turecko je formálně prezidentská republika a zastupitelská demokracie, kde si současný prezident Erdogan osvojil téměř neomezenou moc. Je to jedna z mála zemí s muslimskou většinou a zároveň – v současnosti již jen formálně – sekulárním politickým systémem. Vláda je rozdělena na tři větve – výkonnou, zákonodárnou a soudní –, které byly do pokusu o převrat v roce 2016 na sobě nezávislé. V čele státu stojí prezident, kterým je od roku 2014 Recep Tayyip Erdoğan, jenž byl v letech 2003 až 2014 předsedou vlády. Od roku 2018 prezidentovi náleží kromě ceremoniálních funkcí i výkonná moc. Druhým nejvyšším úřadem je post viceprezidenta, který zastává od 9. července 2018 Fuat Oktay. Zákonodárnou moc představuje jednokomorový parlament. Velký vliv na politiku má armáda, která funguje částečně nezávisle na civilní vládě. Volby nejsou svobodné a spravedlivé, opozicí jsou přeplněné věznice, někteří kandidují z vězení kvůli obávám radikálů z řad AKP. Podle ústavy mají všichni obyvatelé země stejná práva, nicméně ve skutečnosti jsou určitým etnickým (Kurdové) a náboženským menšinám některá práva odepřena. Vláda udržuje pořádek na většině území s výjimkou jihovýchodu, kde působí militantní kurdské skupiny. Evropská unie, do které chce Turecko vstoupit, od roku 1999 monitoruje situaci v zemi a pomáhá jí s transformací. Problémem v zemi je ve skutečnosti nezaručená svoboda projevu, kdy vláda postihuje kritiku své strany a státních organizací.
Aby se politická strana dostala do parlamentu, musí přesáhnout vysokou hranici 10 % volebních hlasů, což je hranice více než u jakékoli země Evropské unie. Některé malé strany nechávají své členy do voleb vstoupit jako nezávislé, protože když se do parlamentu dostanou, mohou se ke svým stranám znovu přihlásit. Nejsilnějšími stranami v Turecku jsou středopravá konzervativní Strana spravedlnosti a rozvoje (AKP), která ve volbách roku 2011 získala téměř 50 % hlasů, středolevá kemalistická Republikánská lidová strana (CHP) s 26 % hlasů a ultrapravicová Strana národního hnutí se 13 % hlasů. Celkem 36 z celkového počtu 550 míst v parlamentu získali nezávislí, z nichž většina se později přihlásila k prokurdským stranám.

### Lidská práva

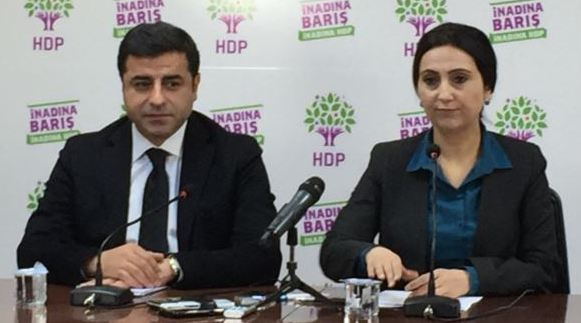
Vůdci opoziční Lidově demokratické strany, kteří byli zatčeni v roce 2016

Lidská práva v Turecku byla předmětem mnoha diskusí a mezinárodních odsouzení. V letech 1998 až 2008 vydal Evropský soud pro lidská práva více než 1 600 rozsudků proti Turecku za porušování lidských práv, zejména pokud jde o právo na život a o zákaz mučení. Další otázky, jako například práva Kurdů, práva žen, LGBT práva a svoboda tisku, také přitahovaly diskuse. Stav lidských práv v Turecku je stále významnou překážkou v (možná budoucímu) členství v EU. Podle Výboru na ochranu novinářů (VON) zavedla vláda AKP jedny z největších zásahů proti svobodě médií na světě. Velké množství novinářů bylo zatčeno kvůli obviněním z „terorismu“ a „protistátních aktivit“ (případy Ergenekon a Balyoz), zatímco tisíce dalších byly vyšetřováni kvůli „pošpiňovaní tureckosti“ či „urážení islámu“ ve snaze zasít autocenzuru. V roce 2012 identifikoval VON 76 vězněných novinářů, z čehož 61 přímo za jejich práci, čímž Turecko předčilo i země jako Írán, Eritrea či Čína, také 9 uvězněných hudebníků za jejich tvorbu znamená pro Turecko třetí místo na světě po Rusku a Číně. Bývalý mluvčí ministerstva vnitra USA, Philip J. Crowley, prohlásil, že USA mají „široké obavy ohledně trendů zahrnujících zastrašování novinářů v Turecku.“ Země měla podle organizace Freedom House doposud hodnocení „částečně svobodná“. Od roku 2016 se však Turecko zmítá v rozsáhlých čistkách a zatýkání, a sice ve státním a justičním aparátu, v armádě, na univerzitách a jiných vysokých školách, v médiích i v občanské společnosti.
Uvězněný turecký disident Osman Kavala získal v roce 2023 Cena Václava Havla za lidská práva.

### Zahraniční vztahy

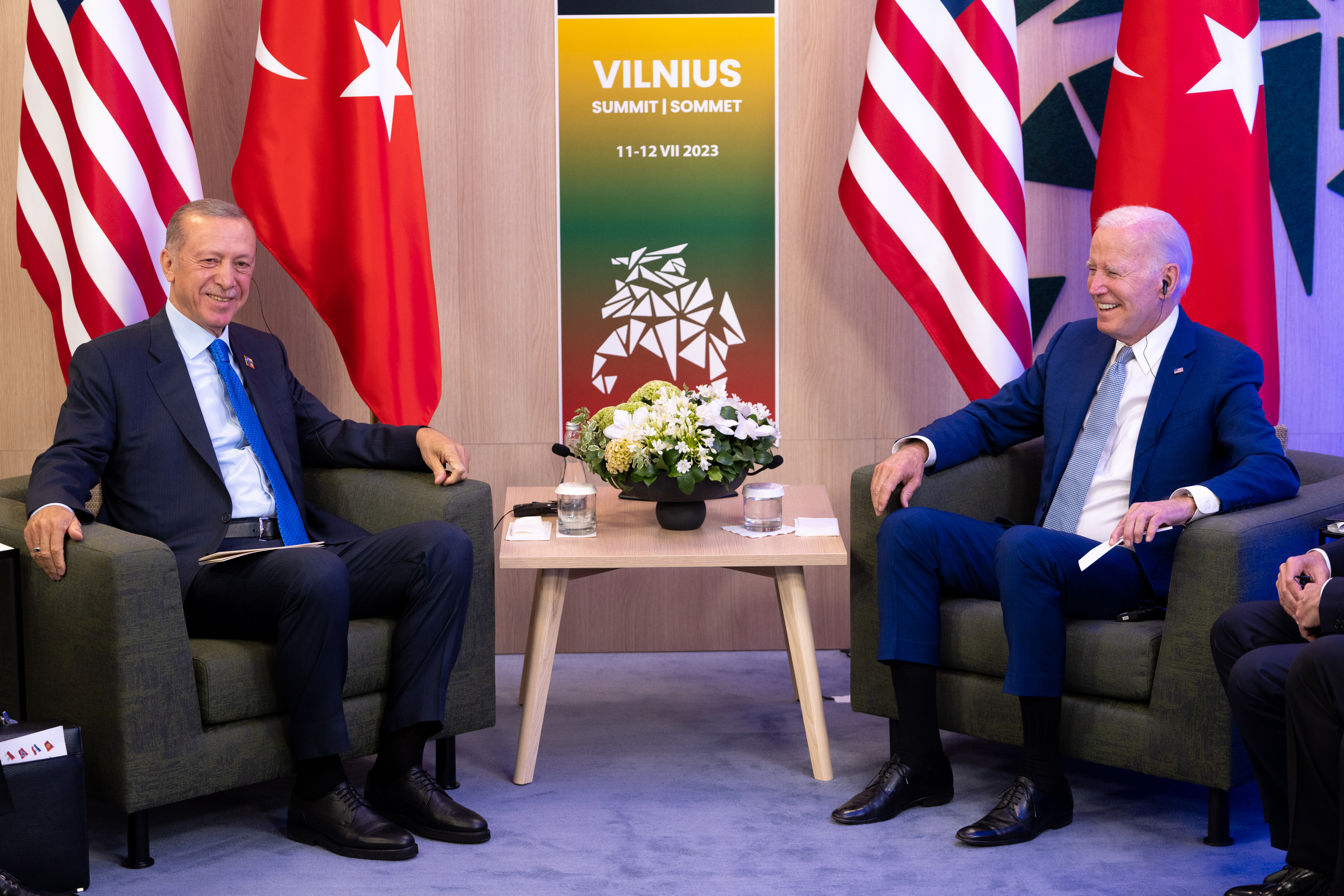
Turecký prezident Erdoğan a americký prezident Joe Biden na summitu NATO ve Vilniusu, 11. července 2023

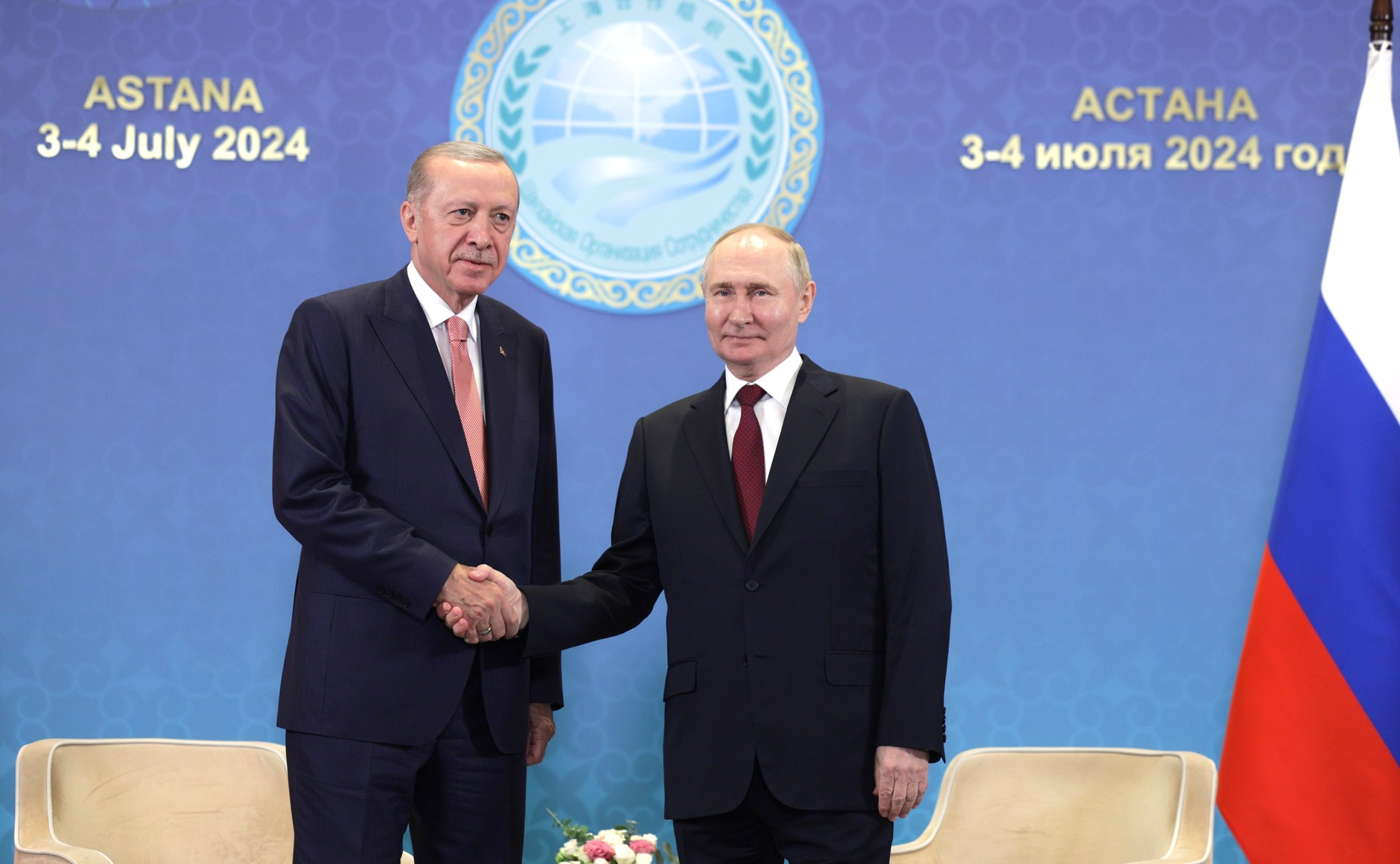
Prezident Erdoğan s ruským prezidentem Vladimirem Putinem na summitu Šanghajské organizace pro spolupráci v Astaně, 3. července 2024

Země je zakládajícím členem např. Organizace spojených národů (OSN; 1945), Organizace pro hospodářskou spolupráci a rozvoj (OECD; 1961), Organizace islámské spolupráce (OIC; 1969), Organizace pro bezpečnost a spolupráci v Evropě (OBSE; 1973), Organizace ekonomické spolupráce (ECO; 1985), Organizace černomořské ekonomické spolupráce (BSEC; 1992), D-8 (1997) a G20 (1999). Od roku 1952 je také členem Severoatlantické aliance (NATO).
Politicky, ekonomicky a bezpečnostně se snaží vázat převážně na západní státy. V roce 1999 Turecko získalo status kandidátské země EU. V roce 2005 byla zahájena jednání o vstupu do Evropské unie (EU), ta jsou ale zkomplikována zahraničními vztahy s Kyprem, jehož severní část Turecko okupuje. Dalšími hlavními snahami Turecka v zahraniční politice jsou zajištění silné pozice mezi turkickými republikami a na Balkánském poloostrově. Země si udržuje dobré vztahy se Spojenými státy i s Ruskem.
Nezávislost turkických států po rozpadu SSSR v roce 1991, se kterými Turecko sdílí společné kulturní a jazykové dědictví, umožnila Turecku rozšířit ekonomické a politické vztahy hluboko do Střední Asie a také dokončení finančně náročného projektu ropovodu a plynovodu z ázerbájdžánského Baku do tureckého přístavu Ceyhan. Ropovod Baku–Tbilisi–Ceyhan je součástí turecké zahraničněpolitické strategie stát se energetickým přivaděčem pro Západ. Turecká hranice s Arménií však zůstává stále zavřená i kvůli turecké podpoře Ázerbájdžánu během války v Náhorním Karabachu.
Během vlády AKP vzrostl vliv země v prvně jmenovaných oblastech Osmanské říše na Blízkém východě a Balkáně na základě doktríny „strategické hloubky“ (termín zavedl Ahmet Davutoğlu) jako definice pro vzrůstající turecké angažování se v regionální zahraniční politice, nazývané také neoosmanismus. Po arabském jaru v prosinci 2010 a rozhodnutích AKP směrem k podpoře jistých opozičních skupin v zasažených zemích se zhoršily vztahy s několika arabskými státy – od počátku občanské války se sousední Sýrií a po svržení prezidenta Muhammada Mursího v roce 2013 s Egyptem. V roce 2014 Turecko nemělo diplomatické zastoupení na úrovni velvyslance v Sýrii, Egyptě a Izraeli. Diplomatické vztahy s posledně jmenovanou zemí se zhoršily po izraelském bombardování Pásma Gazy. Tím pádem zůstalo Turecku v Levantě (s nedávnými bohatými nálezy zemního plynu) jen málo spojenců, což je v přímém rozporu s původními plány tehdejšího ministra zahraničních věcí a nynějšího premiéra Davutoğlua na zahraničněpolitickou doktrínu „žádných problémů se sousedy“. Během pětileté blokády Kataru zeměmi Perského zálivu se Turecko postavilo na stranu Kataru. Turecko bylo aktivně zapojeno do občanské války v Libyi.
Během války Izraele s Hamásem Turecko vyjádřilo podporu Hamásu. Po pádu Asadova režimu v Sýrii v prosinci 2024 Turecko podpořilo novou syrskou vládou pod vedením Ahmada Šary, který během občanské války v Sýrii vedl islamistickou povstaleckou skupinu Tahrír al-Šám. V únoru 2025 se Šara setkal v Ankaře s tureckým prezidentem Erdoğanem a jednal s ním o vzniku tureckých základen v Sýrii.
Turecko již od 50. let 20. století udržuje jednotky v mezinárodních misích v rámci OSN a NATO, včetně mírových misí v Somálsku a bývalé Jugoslávii a podpory koaličních vojsk ve válce v Zálivu. Turecko má také umístěno 36 000 vojáků na Severním Kypru, ovšem jejich přítomnost je velice kontroverzní, a s bezpečností asistovalo Iráckému Kurdistánu. Od roku 2003 dodává Turecko vojenský personál pro Eurocorps a účastní se iniciativy EU Battlegroup.

#### Vztahy sČeskem a Československem

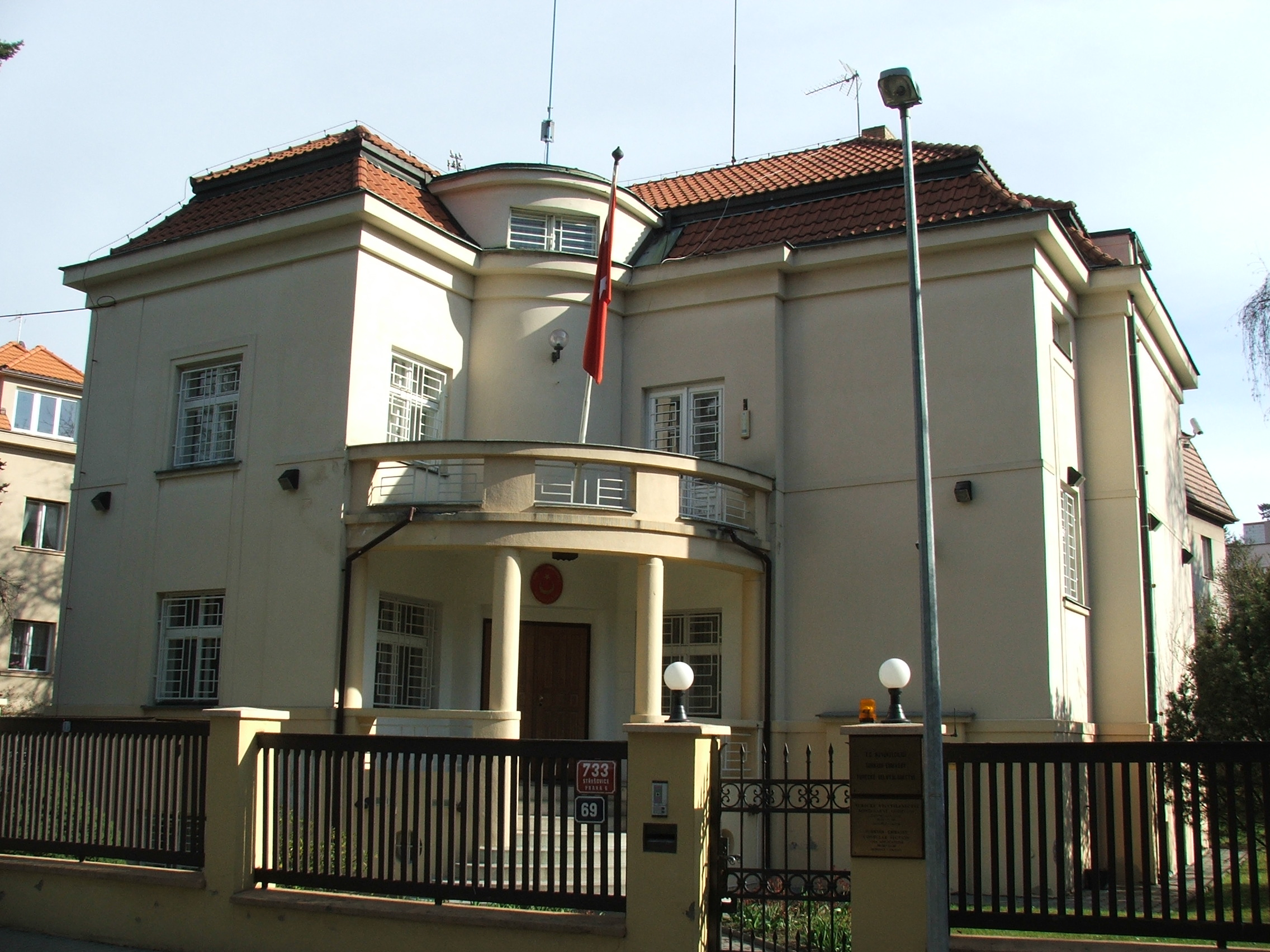
Budova turecké ambasády v Praze

Vztahy mezi Československem, později Českem, a Tureckem jsou tradičně přátelské, Smlouva o přátelství byla podepsána v roce 1924. Obchodní vztahy těchto dvou zemí se začaly rozvíjet krátce po první světové válce. V devadesátých letech podepsalo Česko s Tureckem Dohodu o zamezení dvojího zdanění a Dohodu o podpoře a ochraně investic. Objem obchodní výměny dlouhodobě roste, v roce 2005 překročil hranici 1 miliardy dolarů a v roce 2010 hranici 2 miliard dolarů.
V roce 2005 byla zrušena vízová povinnost pro občany České republiky cestující do Turecka za turistickým účelem. V roce 2015 v Turecku trávilo dovolenou 162 tisíc Čechů.
Turecký prezident Erdoğan obvinil Českou republiku z podpory terorismu. Dva Češi byli v roce 2018 odsouzeni v Turecku na šest let vězení za spolupráci s bojovníky milic syrských Kurdů YPG, kteří v Sýrii bojovali proti Islámskému státu u Kobani a v dalších oblastech Sýrie, ale Tureckem jsou považováni za příslušníky teroristické organizace. Propuštění Čechů z tureckého vězení se osobně zúčastnil šéf BIS Michal Koudelka, který má dobré vztahy s tajnými službami Turecka a osobně se zná se šéfem turecké Národní zpravodajské organizace.
V reakci na zjištění, že Česko zrušilo embargo na vývoz zbraní do Turecka, které bylo uvaleno v říjnu 2019 po turecké invazi proti syrským Kurdům, vyzvaly v říjnu 2020 nevládní organizace v čele s Amnesty International v otevřeném dopise ministra zahraničí ČR Tomáše Petříčka, aby Česko okamžitě zastavilo vývoz zbraní a vojenského materiálu do Turecka, které otevřeně podporuje Ázerbájdžán ve válce o Náhorní Karabach a okupuje severní oblasti Sýrie, zatímco v samotném Turecku nadále pokračují politické represe proti odpůrcům prezidenta Erdoğana.
Ke sporu mezi Řeckem a Tureckem o zásoby ropy a zemního plynu ve východním Středomoří, v němž Turecko hrozilo Řecku válkou, ministr zahraničí Petříček uvedl, že „Česko je příznivcem dialogu mimo jiné i proto, že Turecko je náš spojenec v Severoatlantické alianci.“
Český ministr zahraničí Jan Lipavský označil Turecko za „klíčového partnera“ EU a podpořil členství Turecka v Evropské unii. V červnu 2024 Lipavský navštívil Ankaru, kde jednal o bezpečnostní spolupráci a navyšování vzájemného obchodu.

#### Turecko a Evropská unie

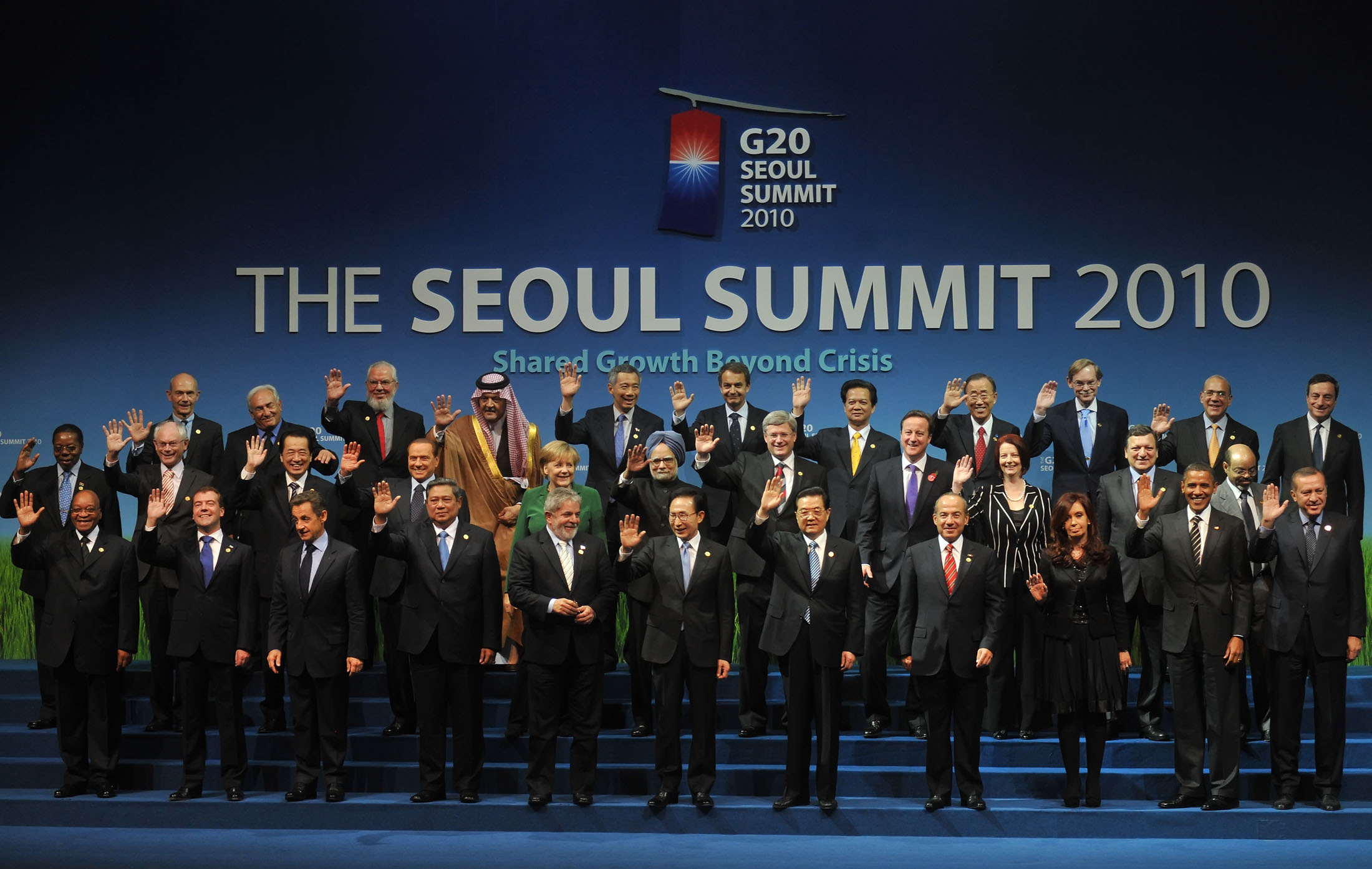
1948 patří Turecko k zakládajícím členským zemím OECD.

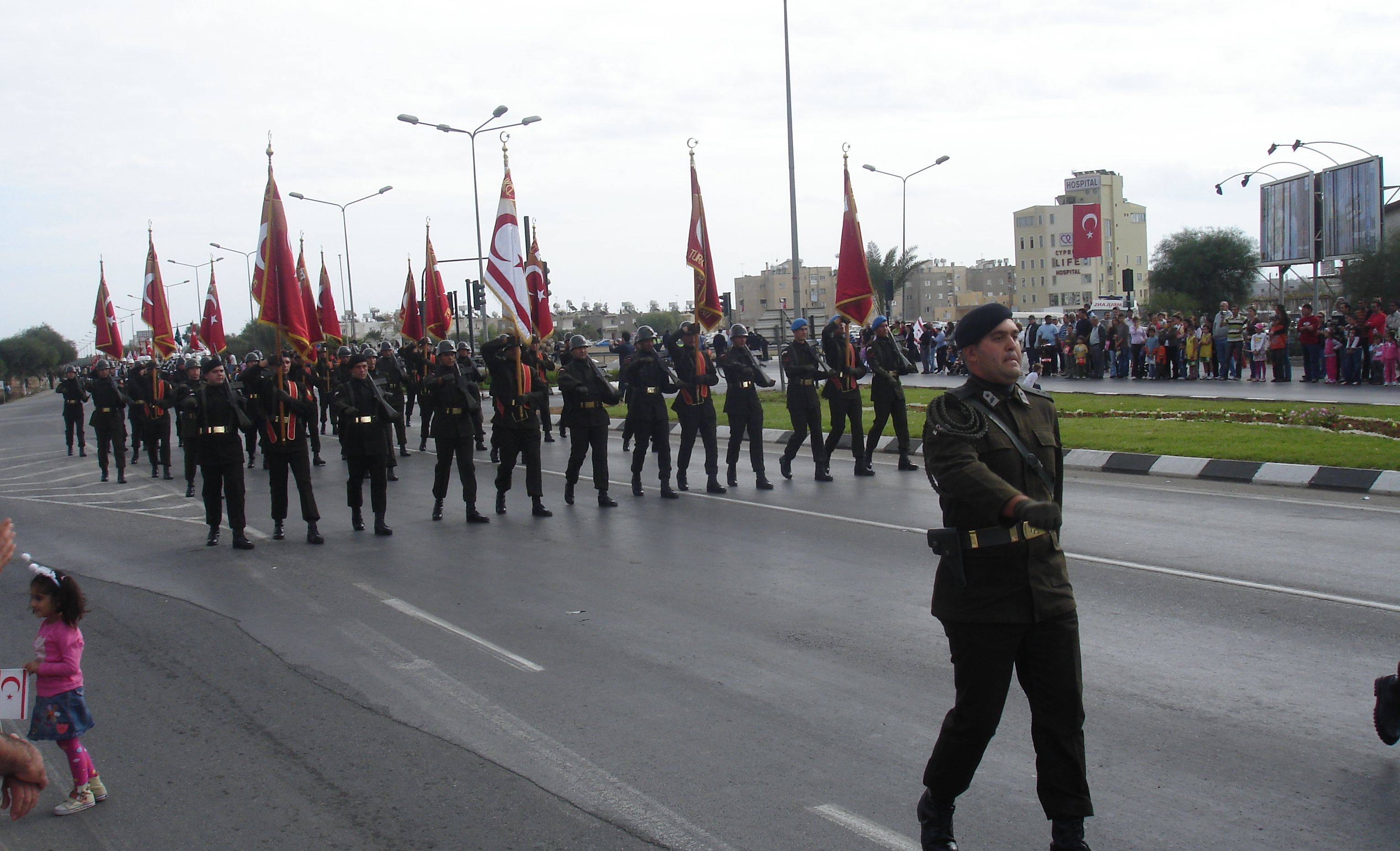
Separatistický Severní Kypr pod kontrolou Turecka, které neuznává Kyperskou republiku, členský stát EU

Cesta Turecka do Evropy – a tím i do Evropské unie – počíná již vznikem Turecké republiky 29. října 1923, od kdy se Turecko pokládá za součást Evropy. Významnější pokusy o přiblížení se však datují až do doby po skončení druhé světové války.
- 1948 – patří Turecko k zakládajícím členským zemím OECD
- 1952 – přistupuje Turecko k NATO
- 1959 – podává žádost o členství v EHS
- 1964 – vstupuje v platnost asociační smlouva s EHS, kde se hovoří o možnosti pozdějšího vstupu Turecka do EHS
- 1987 – podává Turecko žádost o plné členství v ES
- 1989 – tato žádost je odmítnuta (nestabilní politické a hospodářské poměry)
- 1996 – celní unie s EU vstupuje v platnost
- 1997 – na summitu v Lucembursku se EU vyslovuje pro možné členství Turecka v EU, ale odmítá udělit status kandidátské země
- 1999 – na summitu v Helsinkách dostává Turecko status kandidáta na přístup
- 2002 – poslední část velké ústavní reformy, požadované EU, vstupuje v platnost (zrušení trestu smrti atd.)
- 2004 – nové trestní právo vstupuje v platnost; v říjnu doporučuje Evropská komise jednání o vstupu, v prosinci je oznámen termín jednání (listopad 2005) s možným vstupem Turecka do EU nejdříve roku 2014
- 2009 – Turecko přijalo zákon omezující pravomoc vojenských soudů, čímž splnilo další z mnoha přístupových podmínek
- 2013 – zpráva EU konstatuje, že v Turecku došlo k významnému pokroku při provádění reforem, avšak ještě je potřeba řada dalších
- 2015 – EU obnovila přístupové rozhovory s Tureckem, jednala o bezvízovém styku a slíbila dát Turecku tři miliardy eur výměnou za omezení migrační vlny, která přes Turecko míří do EU. Česká republika slíbila, že zaplatí Turecku 800 milionů korun.[204]
- 2017 – turecko-německé vztahy se prudce zhoršily po zatčení několika německých občanů včetně korespondenta novin Die Welt[205]

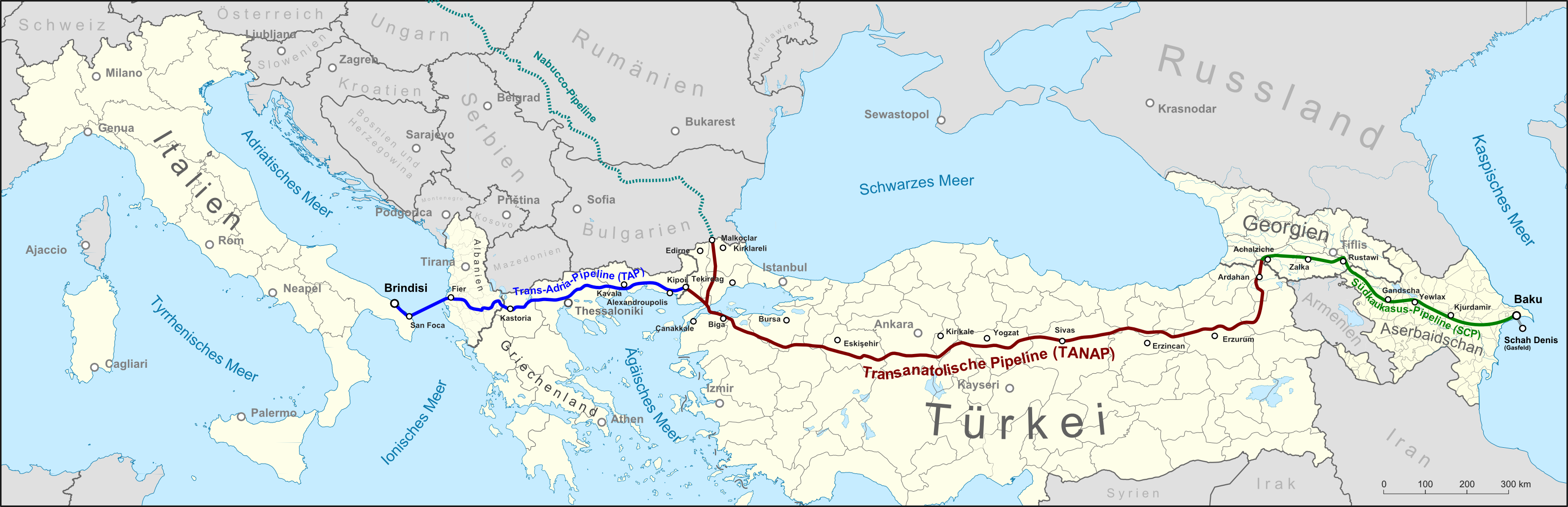
Transanatolský plynovod bude přivádět zemní plyn z Ázerbájdžánu a Turkmenistánu do EU

Přístupové rozhovory komplikuje zejména kurdská otázka, rozdělení Kypru, jehož severní část je od roku 1974 nezákonně okupována tureckou armádou, a ochrana lidských práv a práv národnostních a náboženských menšin.
Transanatolský plynovod je součástí Jižního plynového koridoru, který má napojit Evropu přes Jihokavkazský plynovod (též zvaný plynovod BTE) na obrovské ložisko Šach Deniz v Ázerbájdžánu. Plynovod, který byl dokončen v roce 2018, pomůže snížit závislost Evropské unie na dovozu zemního plynu z Ruska.

### Ozbrojené síly

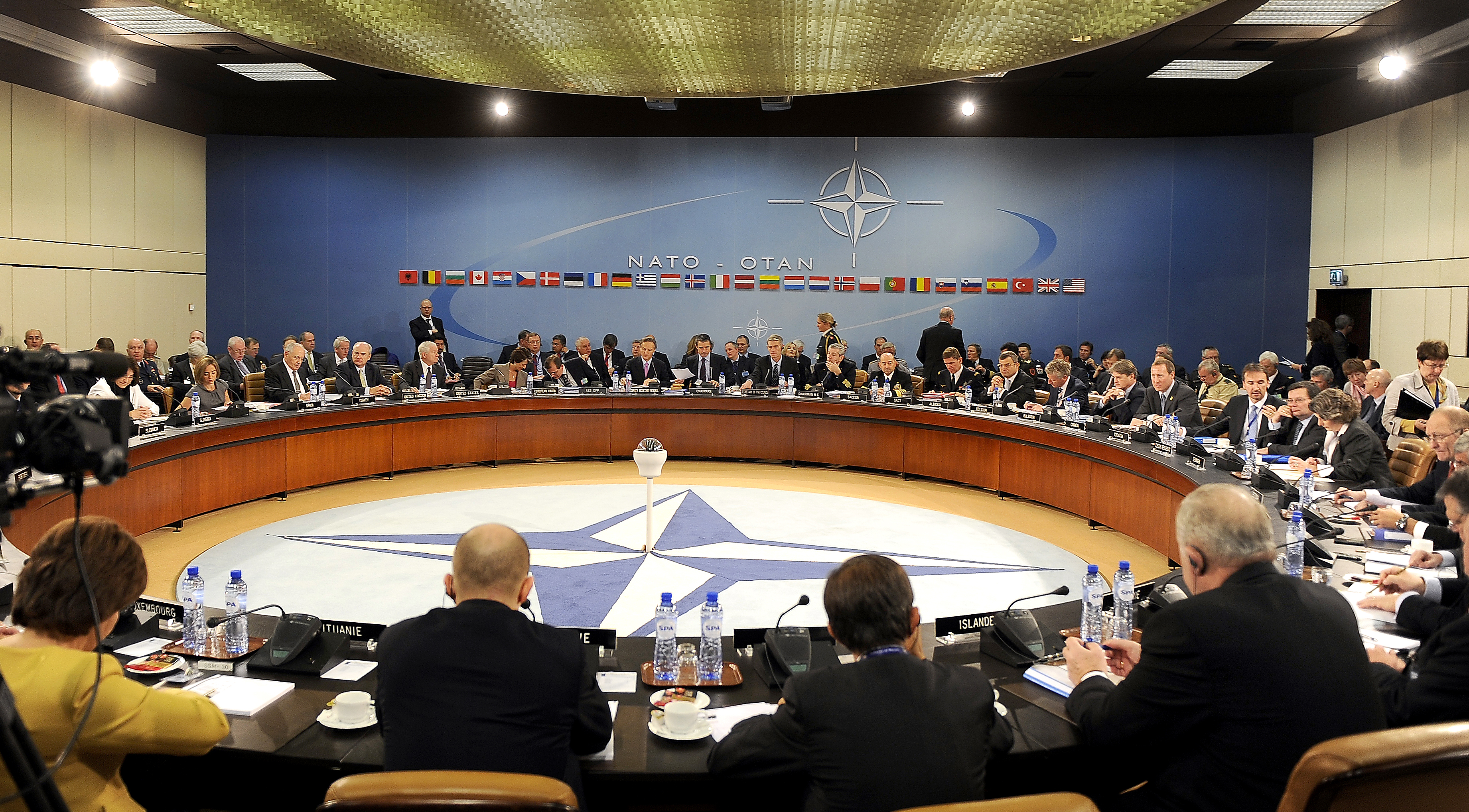
Turecké ozbrojené síly se zařazují početně jako druhá největší bojová síla v rámci NATO hned po Ozbrojených silách USA
Turecko vstoupilo do Aliance v roce 1952.

Ozbrojené síly Turecka se skládají z pozemních sil, námořnictva a letectva. Turecké četnictvo a Turecká pobřežní stráž operují pod Ministerstvem vnitra v době míru, i když jsou v době války podřízeny velitelství pozemních resp. námořních sil.
Náčelník Generálního štábu je jmenován prezidentem a je odpovědný premiérovi. Rada ministrů je zodpovědná parlamentu za záležitosti národní bezpečnosti a adekvátní přípravu ozbrojených sil na obranu země. Možnost vyhlásit válku a nasadit turecká vojska v zahraničí či umožnit pobyt cizích vojsk na území Turecka je plně v rukou parlamentu.
Turecko má po americké armádě druhé největší vojsko v rámci NATO s odhadem 495 000 nasaditelných vojáků podle údajů NATO z roku 2011. Turecko je jedním z pěti států NATO, které jsou součástí politiky sdílení jaderných zbraní spolu s Belgií, Nizozemskem, Německem a Itálií. Na letecké základně Incirlik je umístěno celkem 90 jaderných zbraní B61, 40 z nich je určeno pro potřeby tureckého letectva, jejich použití však podléhá souhlasu NATO.
Každý zdravý mužský občan Turecka je povinen sloužit v armádě v době mezi třemi týdny a rokem, v závislosti na vzdělání a lokalitě pracoviště. Turecko neuznává výjimky na základě svědomí a nenabízí civilní alternativu vojenské služby.

## Ekonomika

### Všeobecné údaje

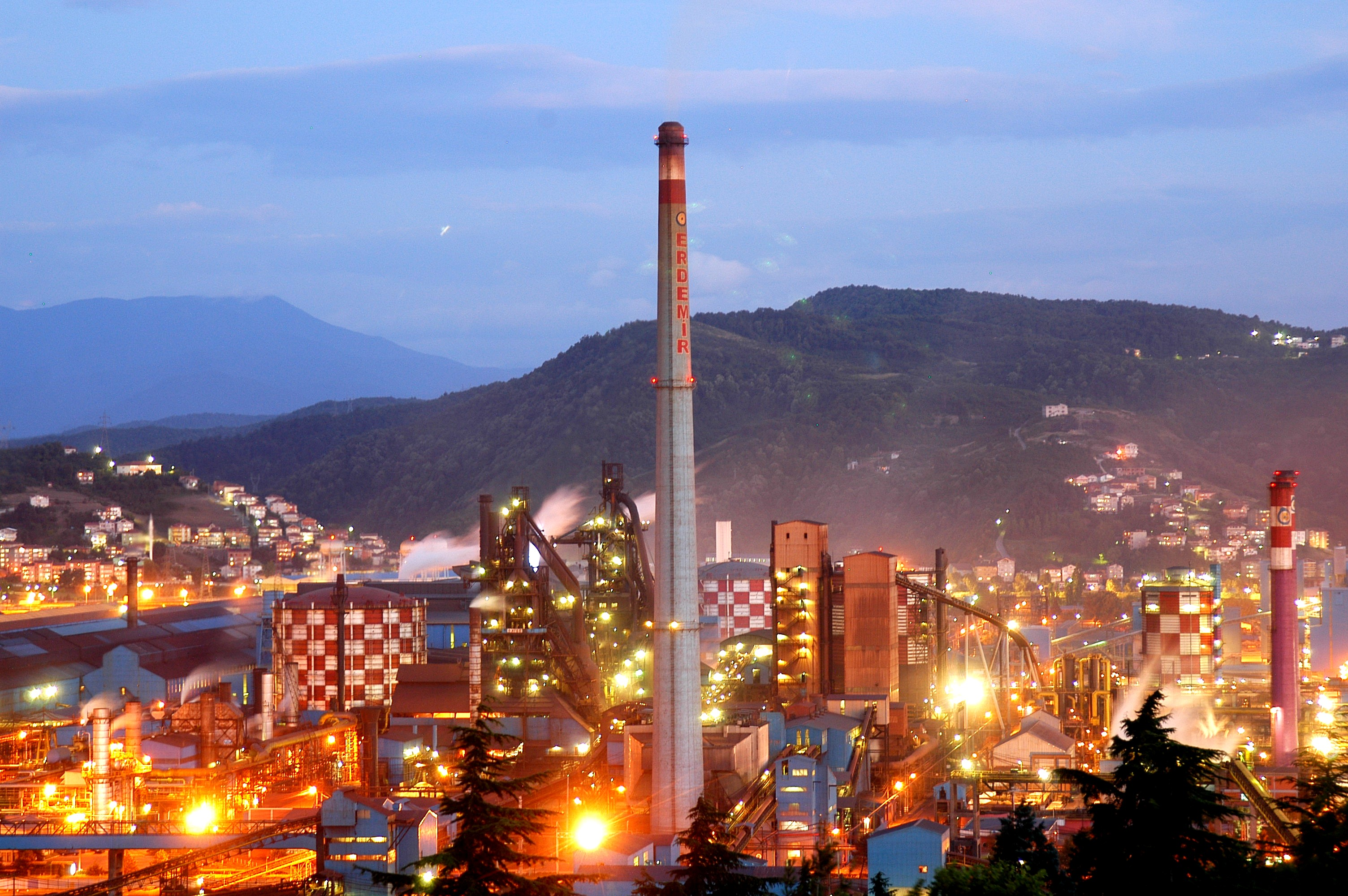
Ocelárna v Erdemiru

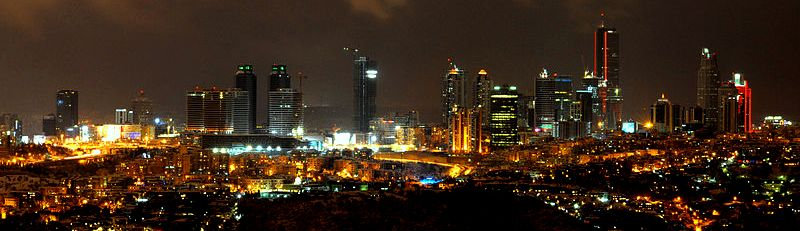
Obchodní čtvrti Levent-Istanbul.

Od svého založení v roce 1923 země fungovala na principu smíšené ekonomiky. Hlavním sektorem bylo původně zemědělství, ale postupně se začaly více prosazovat služby a průmysl. Dnes má Turecko relativně vyspělou liberální průmyslově-agrární ekonomiku. Je zakládajícím členem Organizace pro hospodářskou spolupráci a rozvoj (OECD) a G20 a v roce 2011 bylo z hlediska objemu hrubého domácího produktu (HDP), který v paritě kupní síly činil 1,053 bilionů dolarů, 16. největší ekonomikou světa. V roce 2001 prodělala země ekonomickou krizi, od následujícího roku ale po rozsáhlých ekonomických reformách zaznamenávala ekonomický růst. Mezi lety 2002 a 2008 HDP vzrostlo celkově o 40 %. V roce 2009 zemi postihl pokles exportu v důsledku světové ekonomické krize, ale od roku 2010 HDP opět silně roste. Míra nezaměstnanosti k roku 2011 dosahovala 9,2 % a oproti předchozímu roku tak klesla. 70 % zaměstnaných jsou muži a velká část pracovní síly nemá dostatečnou kvalifikaci. K roku 2010 pracovalo zhruba 25,5 % obyvatelstva v zemědělství, 26 % v průmyslu a 48,5 % ve službách. K významným oborům služeb patří cestovní ruch a s ním související hotelnictví. Turecko zaznamenává od začátku přístupových rozhovorů s EU v roce 2005 zvýšený zájem zahraničních investorů. Národní měnou je turecká lira, jejíž kurz v roce 2011 byl 1,67 tureckých lir za americký dolar.
Země nejvíce zboží vyváží do Německa (10,1 % k roku 2010), Spojeného království (6,4 %), Itálie (5,7 %), Francie (5,3 %), Iráku (5,3 %) a Ruska (4,1 %). Nejčastějšími vývozními artikly jsou oděvy, potraviny, textilie, kovové výrobky a strojní technika. Naopak v importu převažuje Rusko (11,6 %), Německo (9,5 %), Čínská lidová republika (9,3 %), Spojené státy americké (6,6 %), Itálie (5,5 %), Francie (4,4 %) a Írán (4,1 %). Mezi nejčastěji dovážené zboží patří strojní technika, chemikálie a pohonné látky.

### Zemědělství

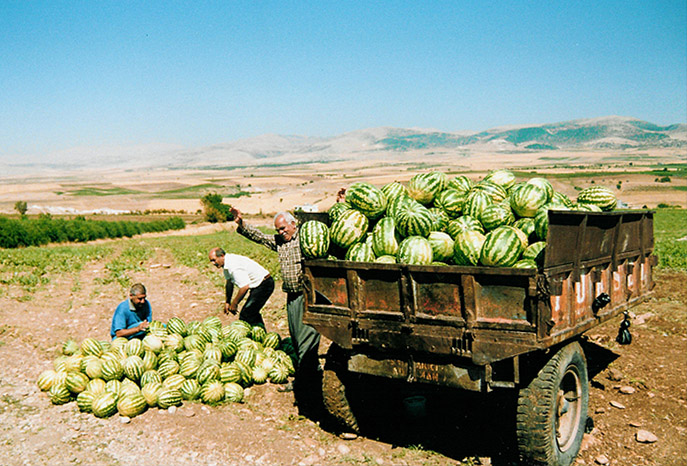
Východoturečtí zemědělci sbírající melouny

Historicky bylo Turecko silně zemědělskou zemí, např. v 70. letech 20. století pocházelo 35 % HDP právě z tohoto sektoru. (Dnes je to zhruba 9 %.) I když se v turecké ekonomice čím dál tím víc prosazují průmysl a služby, v zemědělství je zaměstnána stále asi čtvrtina obyvatel a zůstává tak silným sektorem. K zemědělským účelům je využívána zhruba třetina půdy. V základních zemědělských produktech je země soběstačná a část produkce vyváží. Nejdůležitějšími plodinami jsou obilniny, které jsou vysazené asi na polovině obdělávaného území. Z nich se nejčastěji pěstuje pšenice, ječmen, žito, oves, kukuřice a rýže. Obvyklé plodiny jsou i bavlna, cukrová řepa, tabák a lilek brambor, část území je pokryta vinicemi, ovocnými sady, olivovými háji a zeleninovými zahradami. K roku 2010 bylo Turecko světově největším producentem lískových ořechů, třešní, fíků, meruněk a kdouloní. Častou zemědělskou aktivitou je chov dobytka, a to hlavně tura domácího, ovce domácí, kozy domácí a buvola domácího. Zemědělské produkty jako např. vlna, tabák, ovoce, zelenina a oříšky jsou důležitou součástí vývozu země.
Důležitými zemědělskými obory jsou lesnictví a rybářství. Země je zalesněná zhruba z 27 % a Ministerstvo životního prostředí plánuje zalesňovat další území, aby tak předešlo erozi půdy. Rybářství se rozvíjí a v roce 2010 činil objem vylovených ryb 656 tisíc tun. Nejvíce lovu probíhá v Černém moři.

### Průmysl

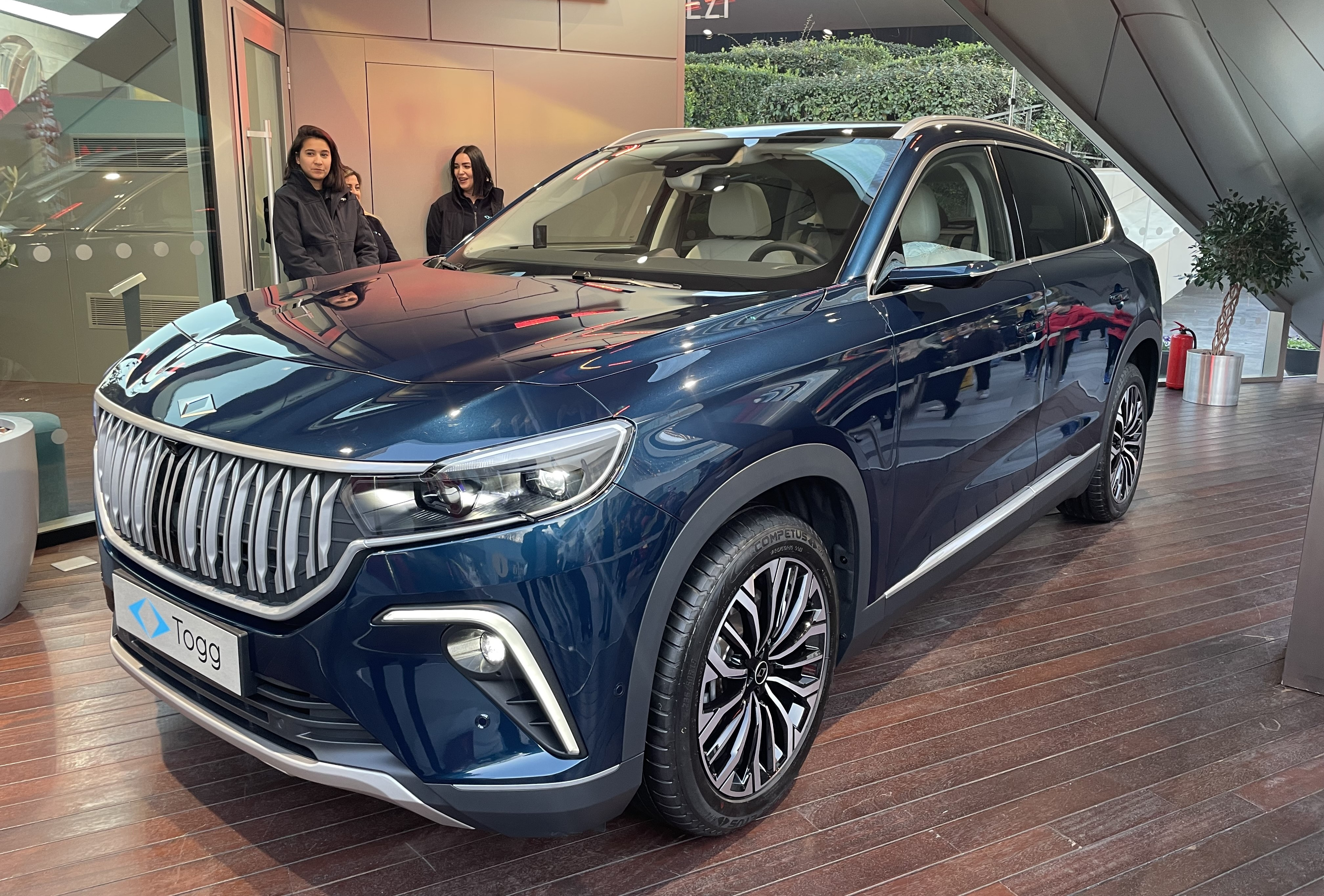
Togg T10X

Nejvýznamnějším odvětvím průmyslu je automobilový průmysl. V roce 2006 automobilová produkce přesáhla hranici jednoho milionu jednotek a toto číslo se (kromě propadu v roce 2009) neustále zvyšuje. Největším výrobcem osobních automobilů na tureckém trhu je Oyak-Renault s podílem 52 %. V roce 2018 byla založena státní firma Togg, která se chce specializovat na výrobu elektromobilů. Kromě automobilů je pro turecký průmysl důležitá výroba oděvů a textilní výrobky, strojů a zařízení, těžba železa a výroba oceli, elektrické stroje, bílá technika, spotřební elektronika, plasty, minerální paliva a oleje.
Turecko má jedny z největších zásob řady surovin, např. boru, zlata, uranu, bentonitu, mramoru, živců, hořčíku, sádrovce, perlitu, stroncia a vápníku. Dohromady je v zemi zhruba 3500 nalezišť kovových rud a zhruba 2000 nalezišť průmyslových materiálů.

### Služby
Ve službách pracuje téměř 50 % lidí a tento sektor se na HDP podílí zhruba ze dvou třetin. Putuje sem velké množství zahraničních investic. Významným oborem je turismus a s ním související hotelové služby a gastronomie. V roce 2010 navštívilo Turecko zhruba 28,6 milionů turistů, z nichž nejvíce bylo z Německa a Ruska. Dalšími významnými obory jsou obchod a finanční služby.

### Infrastruktura

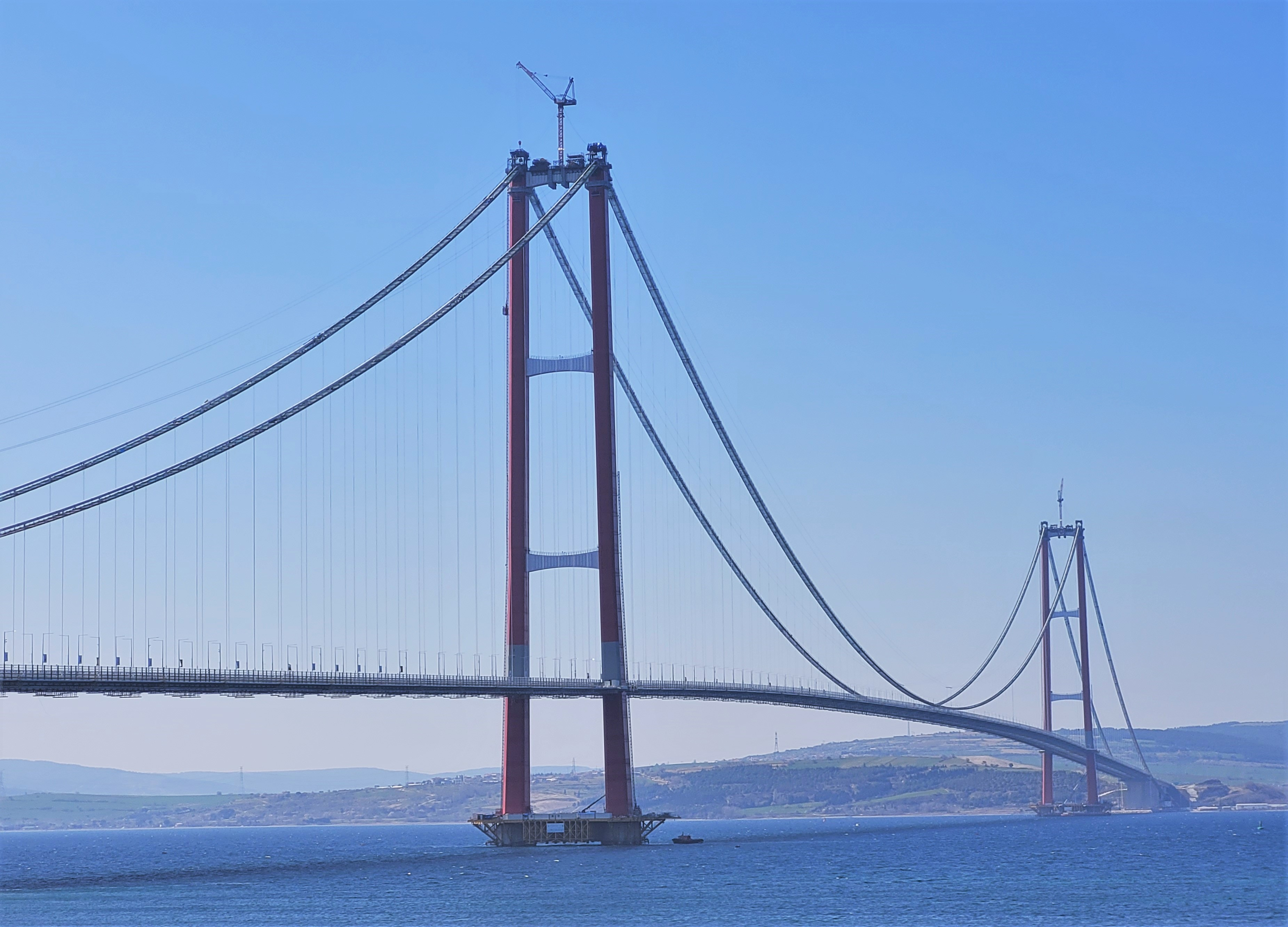
Most 1915 Çanakkale

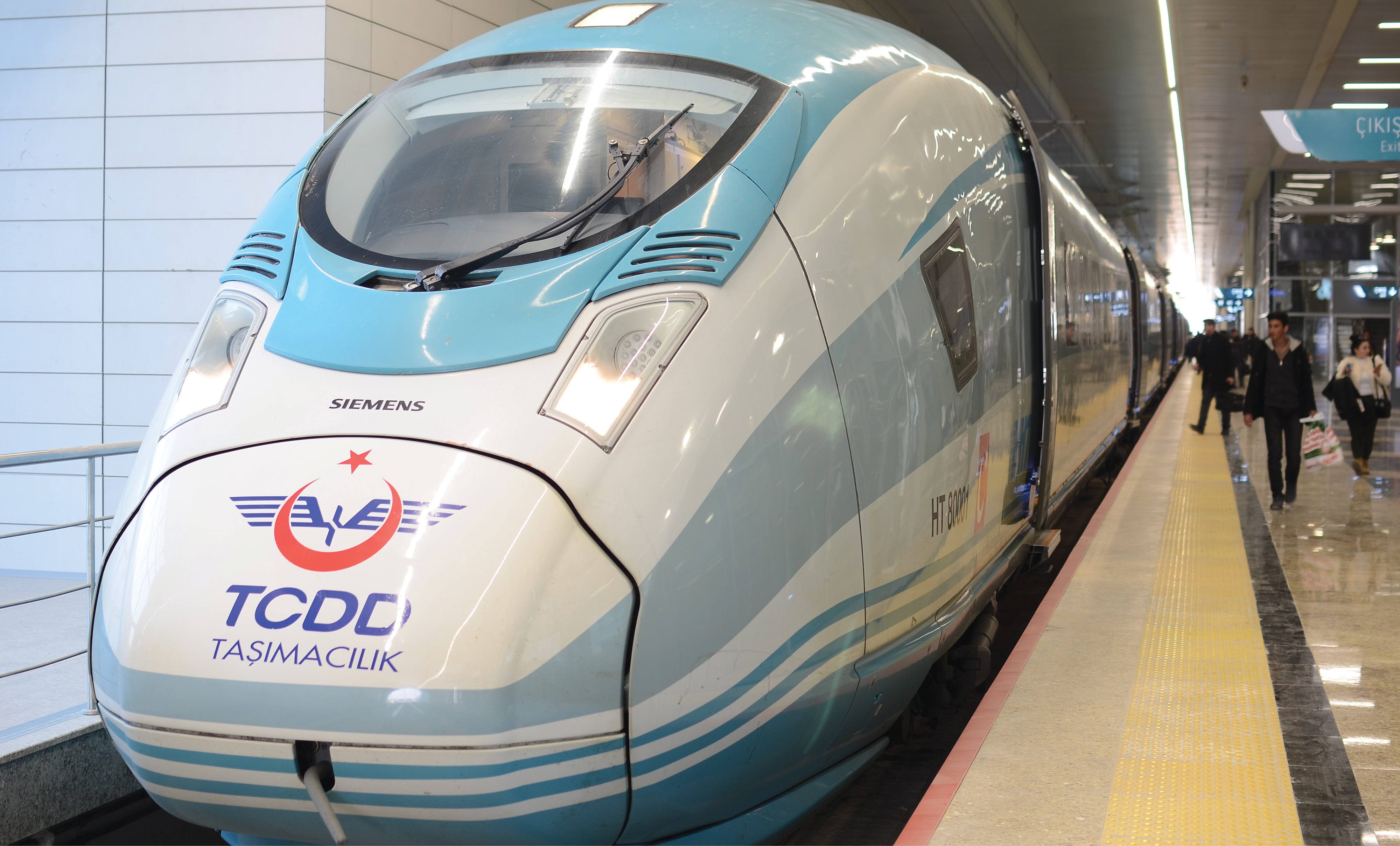
Rychlovlak TCDD HT80000 Tureckých státních železnic

Turecká dopravní infrastruktura se rychle rozvíjí a stejně tak to je s telekomunikacemi a energetikou. V roce 2010 měla země 2238 km moderních dálnic a celkově téměř 400 000 km silnic, z nichž ovšem jen zhruba 64 000 km mělo pevný povrch. V Turecku bylo v roce 2012 zaregistrováno 15,6 milionů vozidel, z nichž zhruba 50 % tvořily osobní automobily, 16 % malé nákladní automobily a 16 % motocykly. Most 1915 Çanakkale otevřený roku 2022 překonává mořský průliv Dardanely a má nejdelší rozpětí oblouku na světě (2 023 metrů). Celkově měří 4,6 km.
Rozsah železnic k roku 2010 byl 8700 km a putují do nich významné investice. V současné době mají železnice více než 10 000 km tratí. Státním dopravcem je Türkiye Cumhuriyeti Devlet Demiryolları (TCDD). V roce 2011 byla otevřena první vysokorychlostní trať Polatlı–Konya, v roce 2014 pak klíčová vysokorychlostní trať Ankara–Istanbul. Další taková trať byla zprovozněna v roce 2022 (Konya-Karaman) a dokončuje se čtvrtá, Ankara-Sivas, jež bude druhou nejdelší. Rychlovlaky speciálně pro turecké dráhy vyrobily německý Siemens a španělská firma Construcciones y Auxiliar de Ferrocarriles.
Co se týče vodní dopravy, obchodní flotila Turecka v roce 2011 čítala 629 lodí. Mezi hlavní přístavy patří Istanbul, Mersin, Samsun, Trabzon, İskenderun, İzmit a İzmir. K roku 2010 měla země 88 letišť, z nichž 13 bylo mezinárodních.

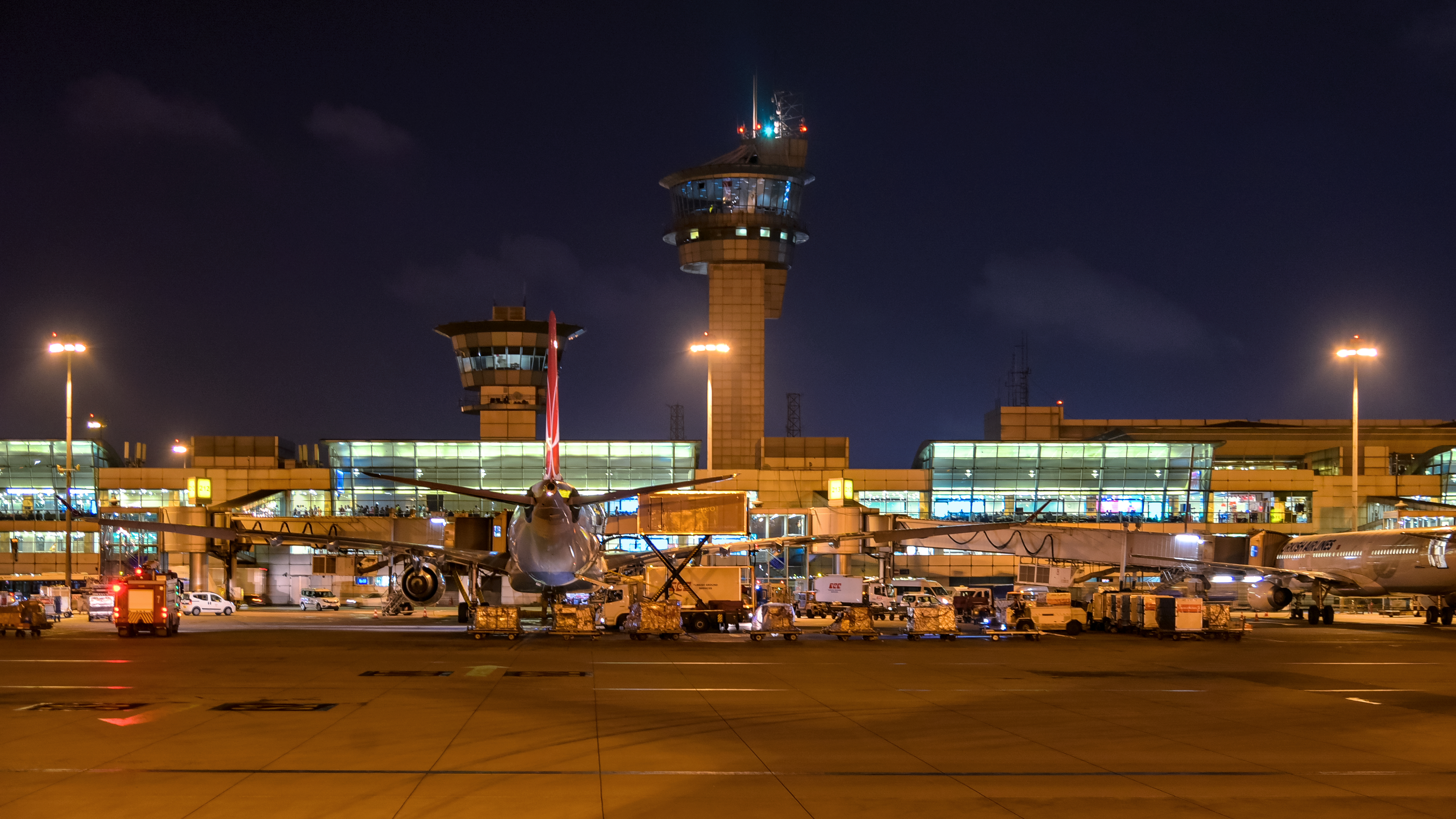
Atatürkovo letiště

V Turecku existuje 117 letišť, z toho 15 mezinárodních. Největší jsou v Istanbulu a Ankaře. Atatürkovo letiště v Istanbulu patří k největším na světě. V roce 2017 je použilo 63,7 milionu cestujících, z toho 14,5 milionu na vnitrostátních a 44,2 milionu na mezistátních spojích.
V oblasti telekomunikací prochází Turecko za Gülovy vlády rychlým rozvojem a privatizací. K roku 2010 existovalo v zemi zhruba 16 milionů zapojených pevných linek a přes 61 milionů mobilních telefonů. Přes 30 milionů obyvatel jsou také uživateli internetu, přístup k němu má k roku 2011 zhruba 43 % domácností. V zemi působí několik celostátních a na 300 místních soukromých televizních stanic a přes 1000 soukromých rozhlasových stanic.

### Energetika
Turecko je k roku 2012 zhruba ze 70 % závislé na dovozu energie ze zahraničí, 90 % spotřebované surové ropy se dováží (převážně z Ruska) a závislost na importu plynu (také převážně z Ruska) je téměř 100 %. Země má velký potenciál ve využití obnovitelných zdrojů energie, např. větru, vody, slunečního záření a zemědělského odpadu. V roce 2010 byla podepsána smlouva o výstavbě první jaderné elektrárny na území Turecka, kterou má na starost Rosatom. Jaderná elektrárna osazená čtyřmi bloky VVER 1200 se začala stavět v roce 2018.

## Demografie
| 1950 | 21.4 |
| 2000 | 63.2 |
| 2015 | 78.3 |

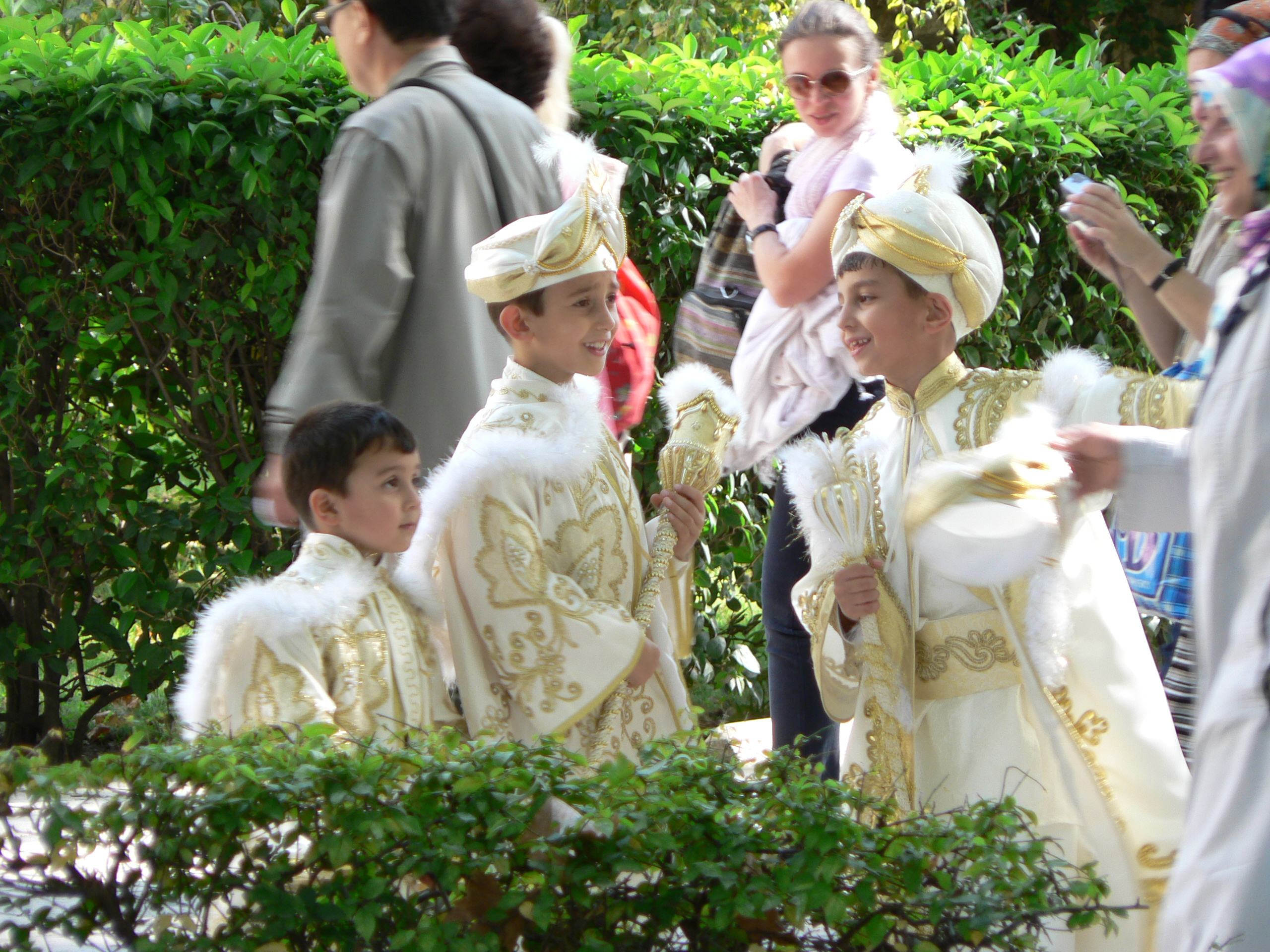
Skupina tureckých chlapců v den jejich obřízky

Turecká populace v roce 2024 čítala 84,7 milionu obyvatel;podobně jako Německo, v současnosti nejlidnatějším státem EU. V roce 1927 mělo Turecko teprve necelých 14 milionů obyvatel. Roční přírůstek činí zhruba 1,24 %, průměrný věk 28,5 let a střední délka života 72,5 let (u mužů 70,6 a u žen 74,5 let). 70 % populace žije ve městech a míra urbanizace je asi 1,7 % ročně. 26,7 % populace je ve věku mezi 0–14 let, 67 % ve věku 15–64 let a zbývajících 6,3 % je starší 64 let. Jako Turkové jsou podle ústavy označováni všichni lidé s tureckým občanstvím.

### Etnické skupiny

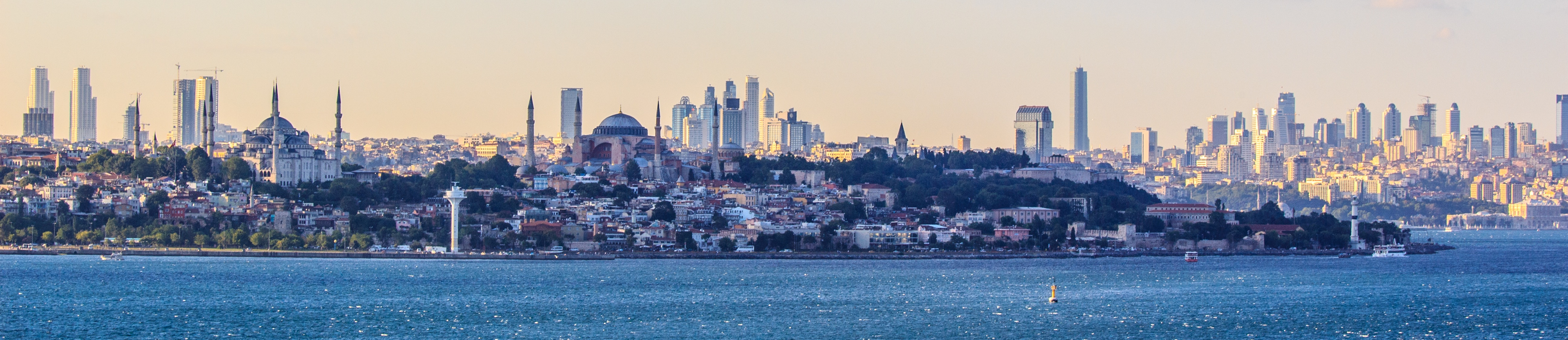
Istanbul je největší turecké město.

Etnicky tvoří největší část obyvatel Turci (70–75 %) a Kurdové (18 %). V zemi žije také mnoho národnostních menšin, z nichž nejpočetnější jsou Řekové (16 100), Arméni (59 000) a Židé (17 600) žijící převážně v Istanbulu. Početní jsou dále Adygejci (zhruba 2 miliony), Gruzíni (40 000) a Lazové (147 000); tyto menšiny žijí hlavně na východě Turecka a tvoří kolem 3–4 % obyvatel. Dalšími menšinami na východě země jsou Čerkesové (asi 2 % obyvatelstva) a národ Zaza.
Arménská populace, která tvořila před první světovou válku významnou menšinu v oblasti Malé Asie, se stala terčem útoků během hamídijských masakrů, při kterých bylo v letech 1894–1896 zavražděno 100–300 000 tisíc Arménů, a zejména během arménské genocidy, která si mezi lety 1915 a 1918 vyžádala až 1,5 milionu obětí.
V současnosti pobývají v Turecku také asi tři miliony občanů Sýrie, kteří z této země uprchli před hrůzami tamější občanské války. Žijí v táborech nebo i v soukromí a mnozí z nich mají příležitostnou práci.
Úředním jazykem je turečtina, často používaná je kurdština a menšiny hovoří vlastními jazyky. Jedině Arméni, Řekové a Židé jsou podle Lausannské smlouvy z roku 1923 oficiálně uznanými menšinami a jejich jazyky mohou být vyučovány na školách. V roce 1923 došlo k vysídlení 1,3 milionů anatolských a pontských Řeků a v Turecku smělo zůstat pouze 200 000 Řeků žijících v Istanbulu.

### Náboženství
Turecko je sekulární zemí bez státního náboženství; turecká ústava zaručuje svobodu vyznání a myšlení. Zhruba 89 % obyvatel jsou muslimové, zbytek tvoří křesťané (hlavně členové Arménské apoštolské církve) a židé (většinou Sefardé). Z muslimů většina vyznává sunnitský islám. Zhruba 15–20 % populace tvoří alevité, kteří jsou částečně diskriminováni.

## Kultura

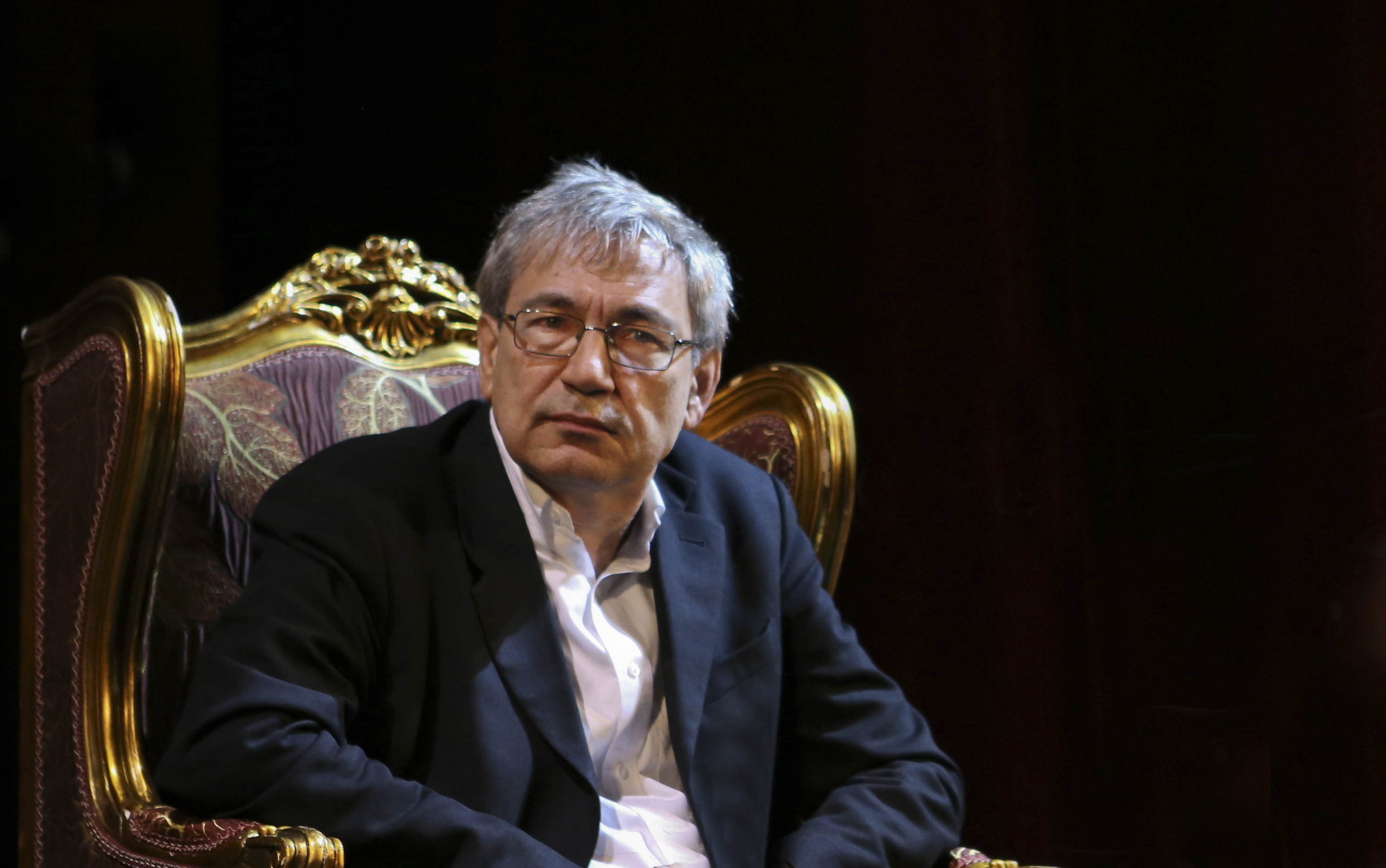
Orhan Pamuk

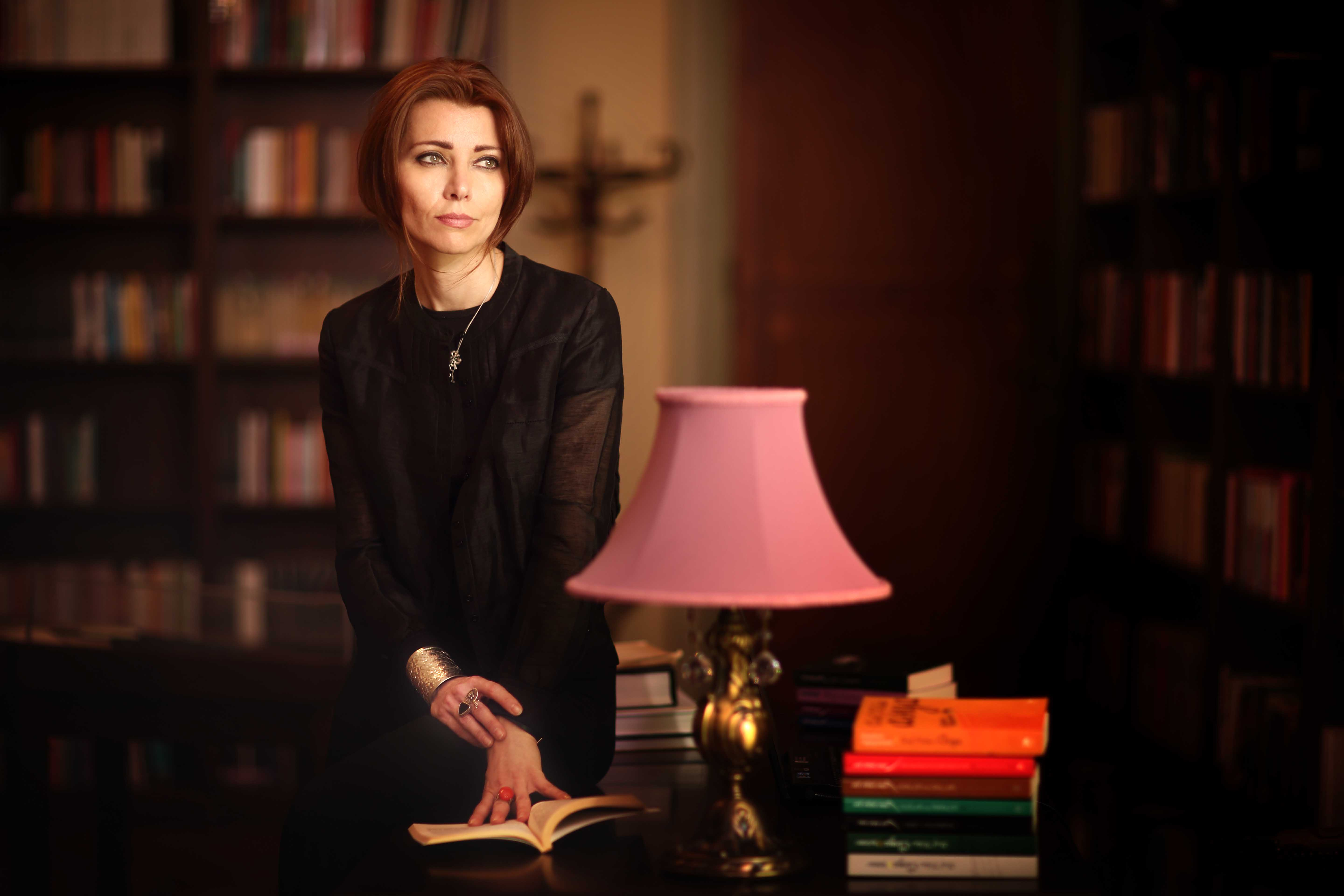
Elif Şafaková

K významným středověkým osmanským spisovatelům patřil Muhammad Füzuli či sufistický mystik Junus Emre. K významným autorům 19. století a tzv. mladotureckého hnutí patřil Namık Kemal. Kemalistické a feministické pozice zastávala Halide Edib Adıvar. Sice se s Ataturkem nakonec dostala do sporu a musela zemi opustit, avšak dodnes je v Turecku symbolem moderní ženy. Z kemalovských pozic vycházel i básník Mehmet Akif Ersoy, autor turecké hymny. Duši nového Turecka mapovali v meziválečném období prozaici Sait Faik Abasıyanık, Sabahattin Ali nebo Reşat Nuri Güntekin. Po druhé světové válce levicové a avantgardní pozice zastával básník Nâzım Hikmet, který také nakonec zvolil exil v SSSR. Představitelem poválečného ruralismu byl spisovatel kurdského původu Yaşar Kemal. Aziz Nesin byl známým humoristou, ateistou a bojovníkem proti islámskému fundamentalismu, mj. přeložil do turečtiny Satanské verše Salmana Rushdieho, za což byl islamisty napaden. V současnosti turecké literatuře kraluje Orhan Pamuk, který roku 2006 získal Nobelovu cenu za literaturu. Jeho dílo bývá řazeno k postmodernismu. Velké popularitě se těší také prozaičky Elif Şafaková a Ayşe Kulinová. Hlavní knihovnou v zemi je Turecká národní knihovna.

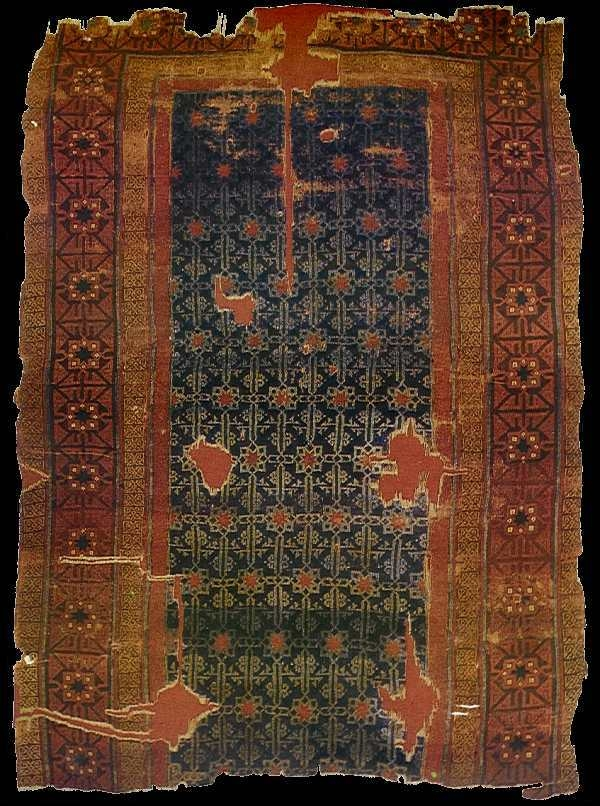
Turecký koberec ze 13. století z doby rúmského sultanátu.

Průkopníkem moderního malířství byl v 19. století Osman Hamdi Bey. V současnosti svými nápady budí rozruch výtvarný umělec Genco Gulan.

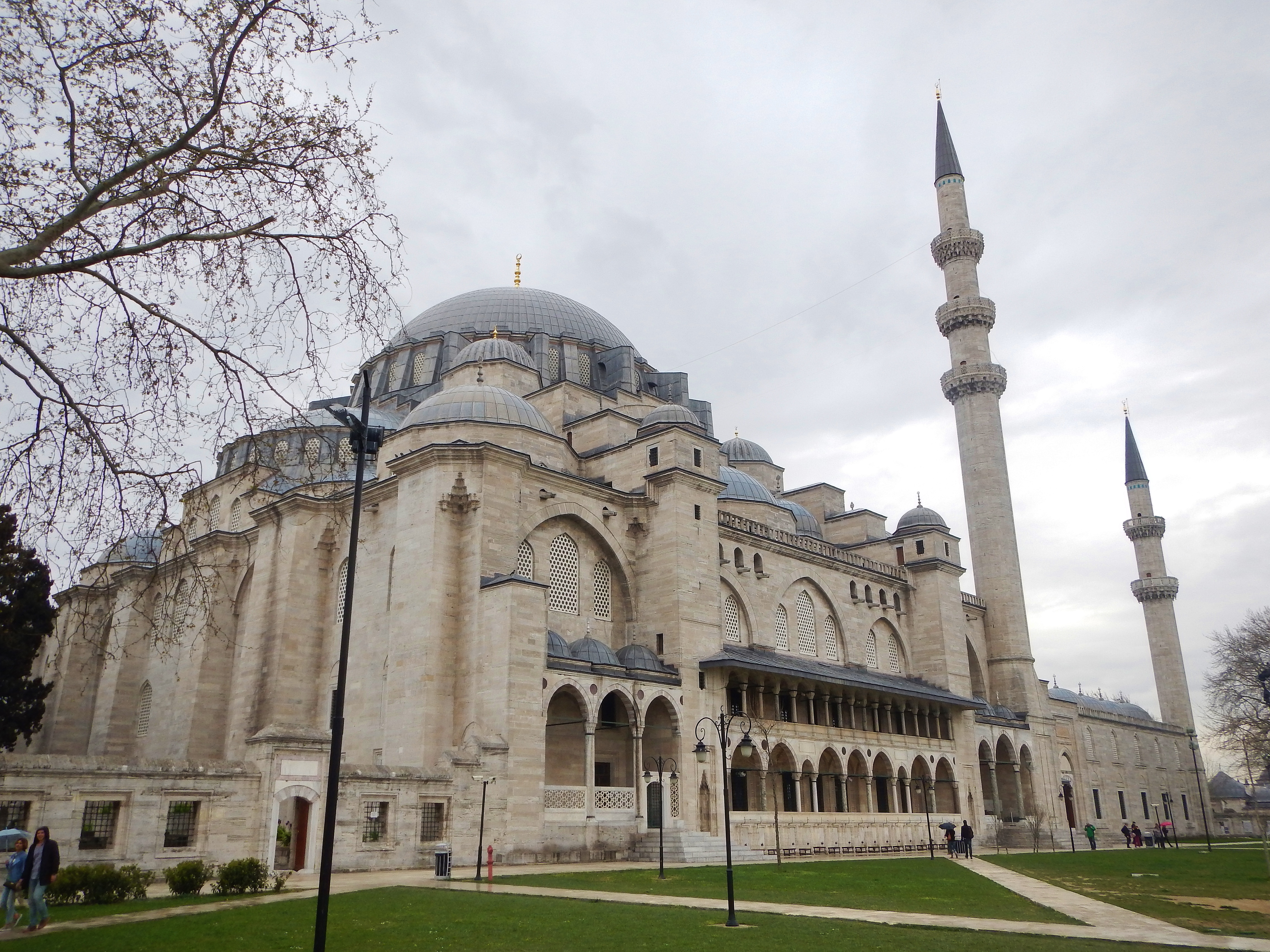
Sulejmanova mešita

Tvůrcem nejpokročilejších staveb Osmanské říše byl architekt Mimar Sinan, zvaný též „Michelangelo Východu“. Třemi jeho nejznámějšími a nejoceňovanějšími stavbami jsou Princova mešita v Istanbulu, Sulejmanova mešita tamtéž a Selimova mešita v Edirne. Velkou inspirací byl Sinanovi chrám Hagia Sofia, který v Istanbulu zůstal stát jako nejvýraznější památka na časy, kdy toto místo ovládala Byzantská říše a kdy bylo město nazýváno Konstantinopol. Toto dílo Isidora z Milétu je od roku 1935 muzeem. Největším muslimským svatostánkem v Turecku je Mešita sultána Ahmeda v Istanbulu, postavená jedním ze Sinanových žáků. Také Nová mešita je dílem jeho žáka. Sídlem osmanských vládců byl dlouho palác Topkapi. Po jeho opuštění sídlili sultánové v paláci Dolmabahçe, postaveném v 19. století, podle evropského střihu. Evropská inspirace je dobře cítit i z paláce Çırağan, který v 19. století nechal v Istanbulu postavit sultán Abdulaziz. Památkou na dobu, kdy Istanbul ovládali Janované, je Galatská věž.

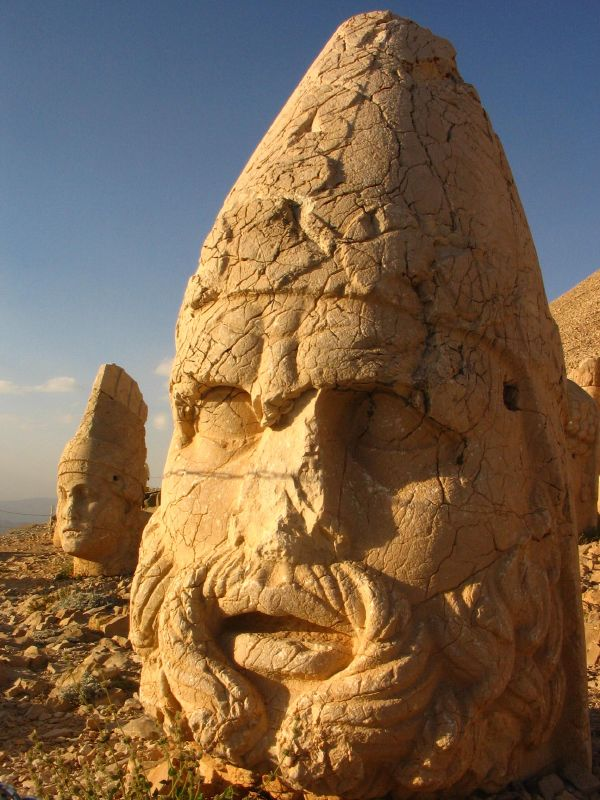
Nemrut je jednou z nejznámějších památek Turecka

Z památek antických zbyly většinou již jen ruiny (Pergamon, Milét, Afrodisias, Efez), stejně jako z chetitských (Chattušaš, Trója, Melid), arménských (Ani), lýdských (Sardy), lýkijských (Xanthos), frýgijských (Hierapolis), kommagenských (Nemrut), nebo ještě starších (Göbekli Tepe, Çatal Hüyük). Archeologické bohatství Turecka je soustředěno zejména v Muzeu anatolských civilizací v Ankaře a v Istanbulských archeologických muzeích. Na seznam Světového dědictví bylo zapsáno celé město Safranbolu, tradiční zastávka karavan, a ves Göreme, spjatá s počátky křesťanství. Symbolem moderního Turecka je Bosporský most nebo mauzoleum Anıtkabir v Ankaře, kde je pohřben Atatürk. 
Zlatou palmu v Cannes získal roku 2014 režisér Nuri Bilge Ceylan. V roce 1982 se to podařilo Kurdovi Yılmazu Güneyovi a Şerifu Görenovi. Metin Erksan vyhrál Zlatého medvěda na Berlinale roku 1964, Semih Kaplanoğlu to dokázal v roce 2010. Řadu italských filmových cen sesbíral na Apeninském poloostrově působící Ferzan Özpetek.
Bývalo obvyklé, že skládání hudby se věnovali někteří osmanští sultáni, to platilo zejména o Abdulazizovi a Selimovi III., jehož díla se v Turecku dodnes hrají. Průkopníkem vážné hudby byl v Turecku Ahmed Adnan Saygun. Uznávaným klavíristou současnosti je Fazıl Say, který v roce 2002 hrál i na Pražském jaru. Turecký pop dravě proniká na trhy blízkého východu, do Evropy se mu to daří hůře. Výjimkou je zpěvák Tarkan. Zpěvačka Sertab Erener vyhrála Eurovision Song Contest v roce 2003. K dalším představitelům turecké pop music patří Hande Yenerová, Sezen Aksuová či Ajda Pekkanová. Barış Manço je průkopníkem rocku v Turecku.

### Turecká kuchyně

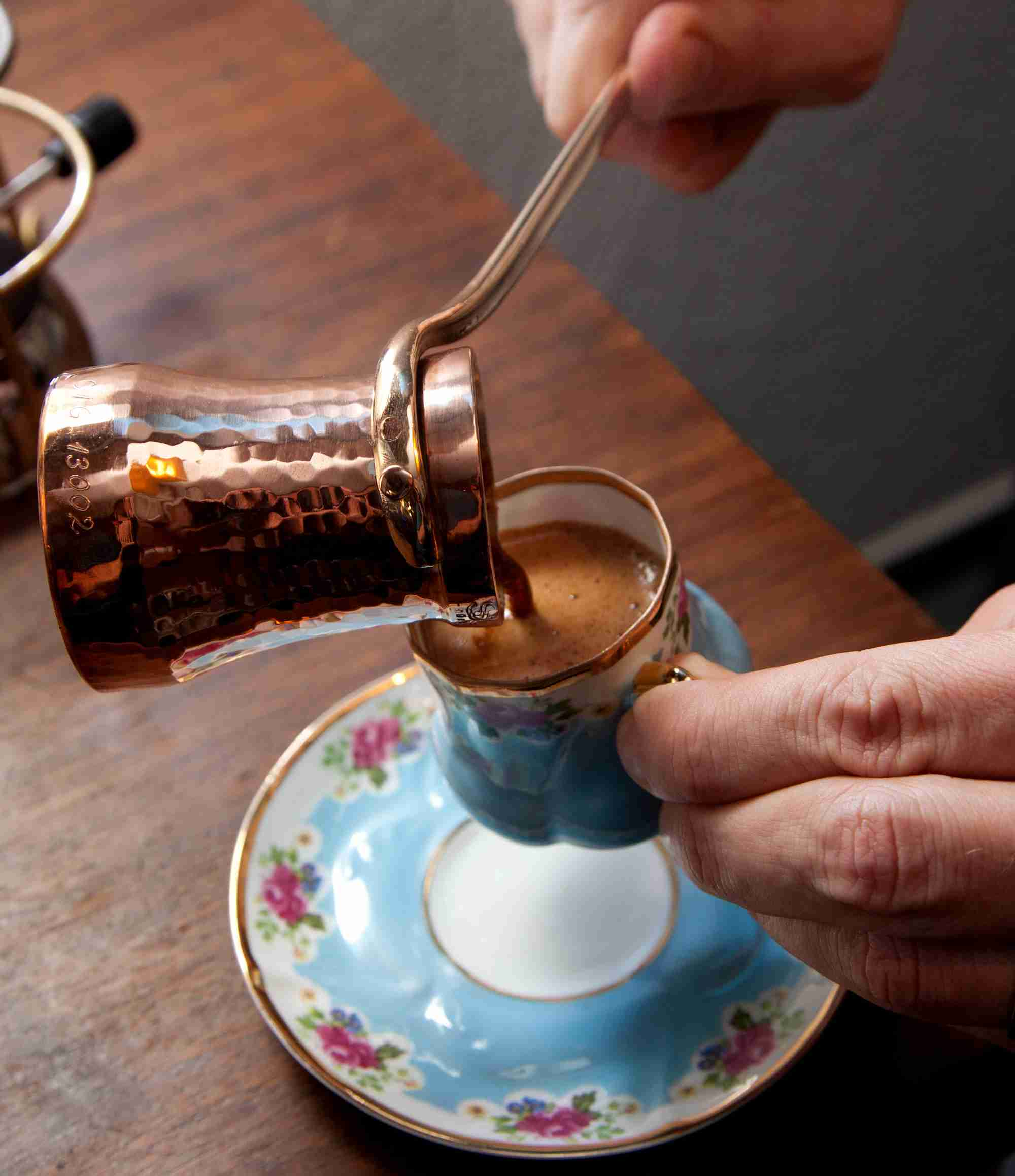
Turecká káva

Turecká kuchyně je z velké části dědictvím osmanské kuchyně, která je typická splynutím a zdokonalením kuchyní Střední Asie, Středního Východu a Balkánu. Současná turecká kuchyně je výsledkem mísení originální kulinářské tradice kočovných tureckých kmenů s indickou, perskou, kurdskou a arabskou kuchyní. Zahrnuje je od doby stěhování národů, navíc je ovlivněna Středozemním mořem. Tato rozmanitost vlivů se vyvinula staletími, zejména osmanskou kulturou a způsobem života až k dnešní typické turecké kuchyni.
Turecká kuchyně také ovlivnila řeckou a balkánskou kuchyni. Například tzatziki je z tureckého slova cacık (čti džažik) a čevabčiči pochází z kebab şişi (kebabový špíz). Jogurt pochází z tureckého slova yoğurt. Döner kebab je vyroben z hovězího, telecího nebo drůbežího masa. V Turecku, ale i v jiných (evropských) zemích se döner kebab servíruje na talíři.
Z nápojů je kromě čaje v Turecku velmi populární ajran, mezi zákusky baklava a chalva. Turecká káva je způsob přípravy kávy v džezvě, zvláštní kovové konvičce, s kávou připravovanou v česku (turek) má společný jen název.

## Sport

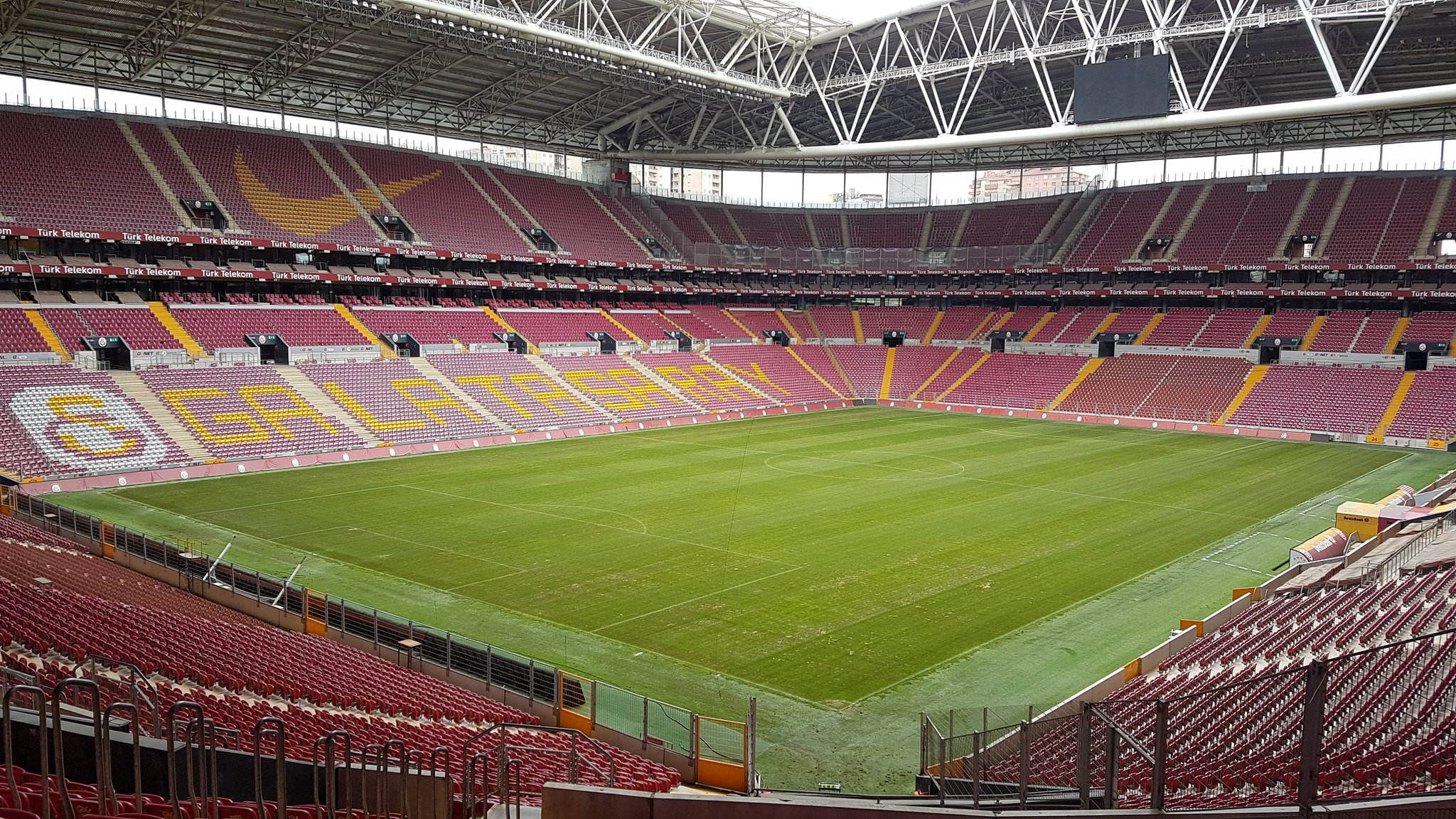
Türk Telekom Arena

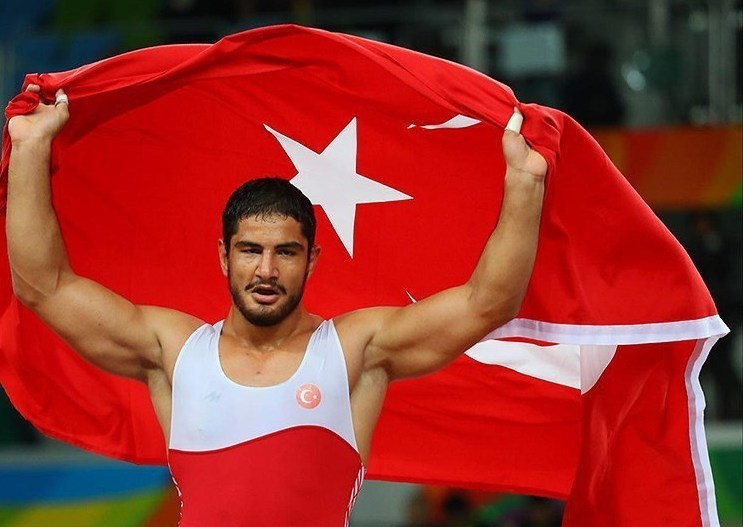
Zápasník Taha Akgül

Nejpopulárnějším sportem v zemi je fotbal. Nejvyšší domácí soutěž označovanou jako Süper Lig hraje 18 týmů, přičemž nejznámější jsou istanbulské velkokluby Beşiktaş, Fenerbahçe a Galatasaray. Galatasaray vyhrál v roce 2000 Evropskou ligu a Superpohár UEFA. Turecká fotbalová reprezentace dosáhla největších úspěchů v prvním desetiletí 21. století, když obsadila 3. místo na mistrovství světa v roce 2002 a stejné umístění zopakovala na mistrovství Evropy 2008. Tureckými hvězdami těchto dvou turnajů byli Rüştü Reçber, Alpay Özalan,Burak Yılmaz, Hasan Şaş, Hakan Şükür, Arda Turan či Hamit Altıntop. Nejvíce trenérských úspěchů si připsal Fatih Terim. Na Atatürkově olympijském stadionu se konalo finále Ligy mistrů v roce 2005 a na Fenerbahçe Şükrü Saracoğlu Stadyumu finále poháru UEFA v roce 2009. V roce 2013 uspořádalo Turecko Mistrovství světa ve fotbale hráčů do 20 let.
Dalším velmi sledovaným sportem je basketbal. Země hostila Mistrovství Evropy v basketbale mužů v roce 2001 a v roce 2010 hostila mistrovství světa v basketbalu mužů. Basketbalová reprezentace mužů dosáhla na stříbro na mistrovství světa (2010) i Evropy (2001). U obou úspěchů byl Hedo Türkoğlu, který se prosadil i v americké NBA. I ženy brali jedno stříbro na Eurobasketu (2011). Ženy Galatasaraye a Fenerbahçe a muži Fenerbahçe a Anadolu vyhráli Euroligu, nejprestižnější klubovou evropskou soutěž.
Mimořádně úspěšní jsou Turci v zápase. Až do roku 1984 byly všechny turecké medaile z olympijských her výhradně ze zápasnické žíněnky (Nasuh Akar, Celal Atik, Yaşar Doğu, Mithat Bayrak, Mustafa Dağıstanlı, Hamit Kaplan, Müzahir Sille, Tevfik Kış, Hasan Güngör, İsmet Atlı, İsmail Ogan, Kazım Ayvaz, Mehmet Âkif Pirim, Hamza Yerlikaya, Ramazan Şahin, Taha Akgül ad.). Od té doby se přidalo vzpírání (např. tři olympijská zlata Naima Süleymanoğlua) a další úpolové sporty: judo (Hüseyin Özkan), taekwondo (Servet Tazegül) a box. Hegemonii bojových a silových sportů rozbil až na olympiádě v Tokiu roku 2021 svou zlatou medailí lukostřelec Mete Gazoz. Nejlepším atletickým výsledkem je bronzová medaile běžce na 400 metrů překážek Yasmani Copella, který se v této disciplíně stal i mistrem Evropy. O několik atletických medailí, včetně zlata, Turci přišli v důsledku dopingových skandálů - k nejznámějším patří případ Aslı Çakır Alptekinové.
V letech 2005–2011 se v Turecku pravidelně konaly závody Formule 1.

## Věda

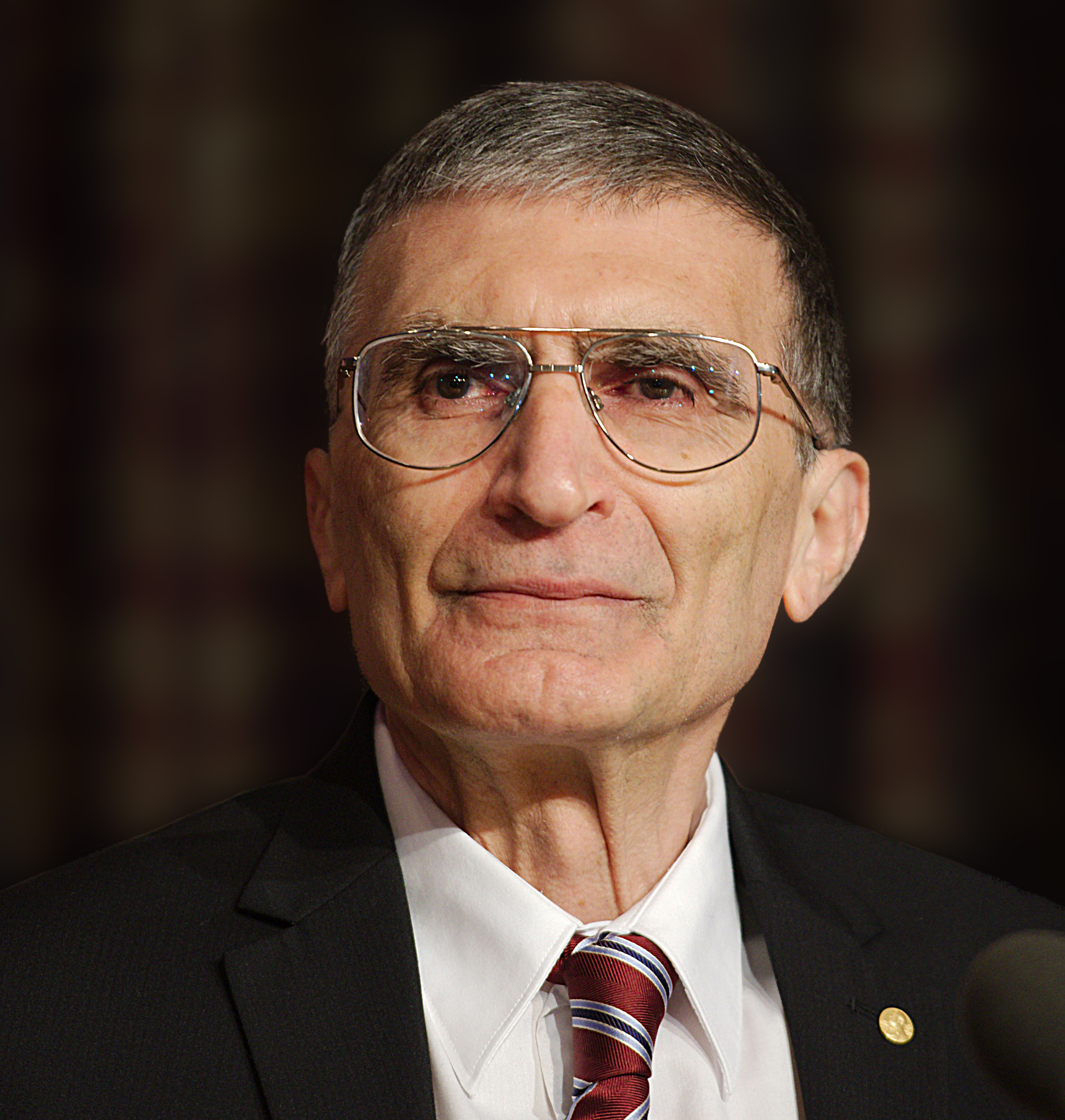
Aziz Sancar

Biochemik Aziz Sancar získal v roce 2015 Nobelovu cenu za chemii, za výzkum možných oprav DNA. Proslulým středověkým kartografem byl Piri Reis, autor známé mapy, jejíž objevení v roce 1929 vzbudilo senzaci, protože zobrazovala mimořádně přesně jihoamerický kontinent a také Antarktidu, o jejíž existenci se v 16. století nevědělo. Výborných výsledků v kartografii dosáhl o něco později i Kâtip Çelebi. Všestranným středověkým učencem byl Taqi ad-Din Muhammad ibn Ma'ruf. Na jihu dnešního Turecka, v Harranu, se v 9. století narodil významný astronom, astrolog a matematik Al-Battání. V Cizre zase mechanik 12. století Al-Džazárí, vynálezce padesátky mechanických strojů, označovaný i za konstruktéra prvního robota.
Velmi vlivným ekonomem a profesorem Harvardovy univerzity je Dani Rodrik. Sociolog a politolog Ziya Gökalp významně ovlivnil moderní turecký nacionalismus a kemalismus. Postavil se proti otomanismu a islamizaci a bojoval za modernizaci a evropeizaci tureckého národa. Muzafer Sherif patří k zakladatelům sociální psychologie. Významným odborníkem v oblasti osmanských dějin byl historik Halil İnalcık. Na území dnešního Turecka se narodil i významný arabsky píšící historik 13. století Alí ibn al-Athír. Z vlivných islámských teologů se v Turecku narodil Ibn Tajmíja, jehož dílo se stalo ideovým základem salafíjského islámu, z něhož obvykle vychází islámský fundamentalismus.